# Московские триумфальные ворота
Моско́вские триумфа́льные воро́та — триумфальная арка на площади Московские Ворота в Санкт-Петербурге, один из важнейших памятников города. Ворота представляют собой двенадцатиколонный двухрядный дорический портик-пропилеи и посвящены победам русских войск в русско-персидской войне 1826—1828 годов, русско-турецкой войне 1828—1829 годов и при усмирении восстания в Царстве Польском в 1830—1831 годах. Построены по проекту архитектора Василия Стасова. На момент сооружения ворота были крупнейшим сооружением мира, собранным полностью из металла.
Идея сооружения триумфальной арки на въезде в Санкт-Петербург из Москвы появилась ещё в годы царствования Екатерины II. В 1780 году императрица заказала проект обустройства Московской заставы французскому архитектору Шарлю Клериссо. Проект был высоко оценён Екатериной, но не исполнен из-за недостатка средств. В следующий раз к идее вернулись в 1817 году, когда свой проект заставы с воротами в честь победы над Наполеоном сделал Василий Стасов, этот проект также не был реализован. Десять лет спустя Стасов снова сделал проект триумфальных ворот. В 1831 году свой проект ворот представил Альберт Кавос, а в 1833 году Николай I остановил свой выбор на доработанном и удешевлённом проекте Стасова 1827 года.
Ворота были построены за 4 года и торжественно открыты 16 (28) октября 1838 года. К 1866 году в связи с ростом города застава утратила своё значение: караул был снят, а кордегардии несколько раз передавались различным организациям. В 1886 году в здании западной кордегардии был основан Забалканский пожарный резерв, для чего её надстроили каланчой. После Октябрьской революции с ворот была снята посвятительная надпись, признанная идеологически неправильной, а сами конструкции стали регулярно использоваться в агитационных целях. В конце концов, в 1936 году ворота и кордегардии были демонтированы для расширения улицы, причём если ворота были разобраны и по частям складированы в разных местах, то кордегардии просто снесли. Существовали планы восстановления ворот в различных локациях, но они не были исполнены в связи с началом Великой Отечественной войны. После войны к вопросу восстановления снова вернулись, и в конце концов Московские триумфальные ворота были собраны на старом месте в 1959 году.

## Описание

### Ворота
Московские триумфальные ворота выполнены в виде свободно стоящего портика-пропилей высотой 23,2 м и шириной 36,02 м и покрашены в зеленовато-серый цвет. 12 колонн портика установлены в два ряда и разбиты на 4 группы: 2 группы по 4 колонны по краям и 2 группы по 2 колонны в центре. Средний пролёт между группами колонн по ширине чуть больше 9 м, а пролёты между центральными и крайними группами колонн на треть меньше, такое же соотношение имеет длина ворот к их ширине. Ворота стоят на невысоком стилобате, прерывающемся в среднем и двух соседних от него пролётах, где проход совпадает с уровнем дороги. Из пешеходных проходов на крайние части стилобата поднимаются чугунные лестницы из 4 ступеней, пространство стилобата в крайних пролётах раньше было отгорожено, и в них были установлены скамьи (эти детали не сохранились). На стилобатах сделан настил из железных листов, расположенных под небольшим уклоном к краям ворот.
Колонны имеют круглое сечение, каждая из них собрана из девяти полых чугунных барабанов-секций весом от двух до четырёх тонн, поставленных друг на друга и скреплённых шпильками; колонны имеют высоту 15 м, диаметр каждой из колонн более 2 м. Соотношение нижнего диаметра колонн к высоте равно 1:6. По кругу каждая колонна обработана 12 каннелюрами, исключая самый нижний блок, который оставлен гладким. Установлены они на невысоких стилобатах, а верхние, десятые секции венчают дорические капители, выполненные из листовой меди. Полный вес колонн колеблется от 2002 до 2214 пудов. Внутри одной из колонн сооружена чугунная винтовая лестница, прикреплённая к металлическому штырю в центре. Для прохода на лестницу в нижней секции этой колонны сделана чугунная дверь на железных петлях с внутренним замком, а для освещения по всей высоте колонны сделаны пять круглых остеклённых окошек.
Колонны несут на себе мощный антаблемент со ступенчатым аттиком, собранный из чугунных досок на каркасе из чугунных стоек, железных стяжек и раскосов. По краям антаблемента и аттика закреплены карнизы из медного листа. Антаблемент и аттик являются наиболее конструкционно сложной частью ворот. На капительной части каждой колонны установлена крестовина из балок, опирающаяся на 4 выемки по краям колонны. Колонна с лестницей такой конструкции не имела — вместо крестовины снаружи капительной части анкерами закреплена кольцевая балка. На эти балки между каждыми двумя колоннами уложены чугунные доски, составляющие основание архитрава. Поверх этих досок установлены стоячие чугунные доски, соединённые между собой и с досками основания винтами. По периметру фриза установлены медные чеканные фигуры крылатых гениев, держащих щиты с гербами губерний Российской империи. Венчают композицию 8 кустов военных трофеев, расположенных по углам антаблемента и возле углов аттика и собранных из отдельных элементов на чугунном каркасе.
На аттике с обеих сторон позолоченными буквами выбита надпись «Победоносным российским войскам в память подвигов в Персии, Турции и при усмирении Польши в 1826, 1827, 1828, 1829, 1830 и 1831 годах», причём с северной стороны — на латыни, а с южной — на русском языке. Крыша ворот покрыта листовой медью, уложенной по железной обрешётке. В пешеходных проходах по сторонам от центрального проезда были установлены по одной кованой скамье и по одному ажурному столбу с двумя фонарями каждый. Ни скамейки, ни столбы не были восстановлены после демонтажа ворот.

Детали оформления ворот
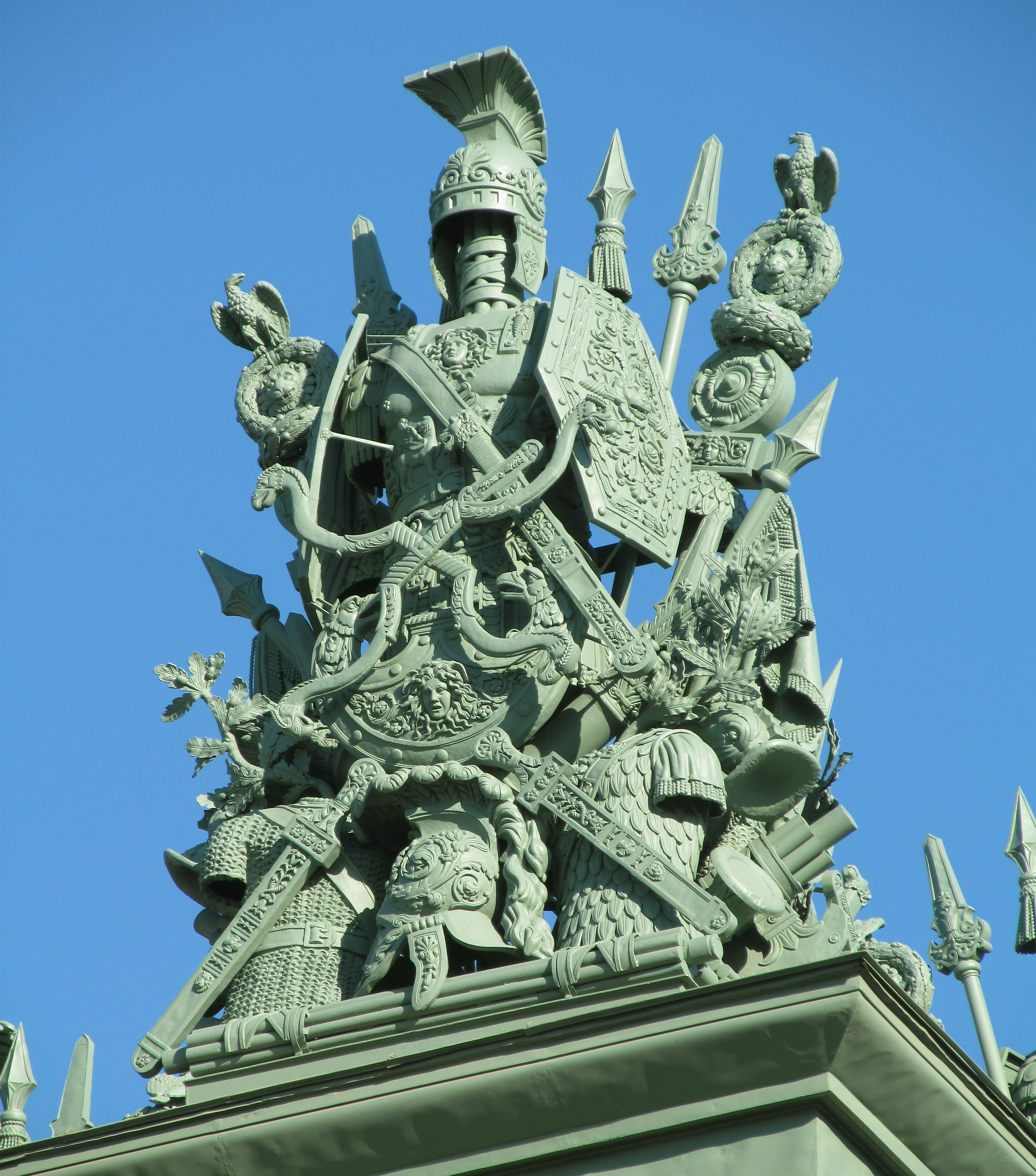
Военная арматура (трофей)
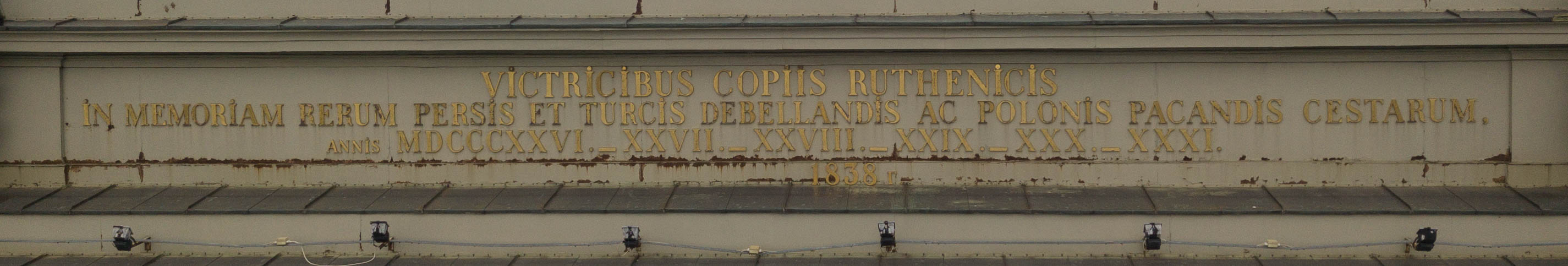
Надпись на латыни
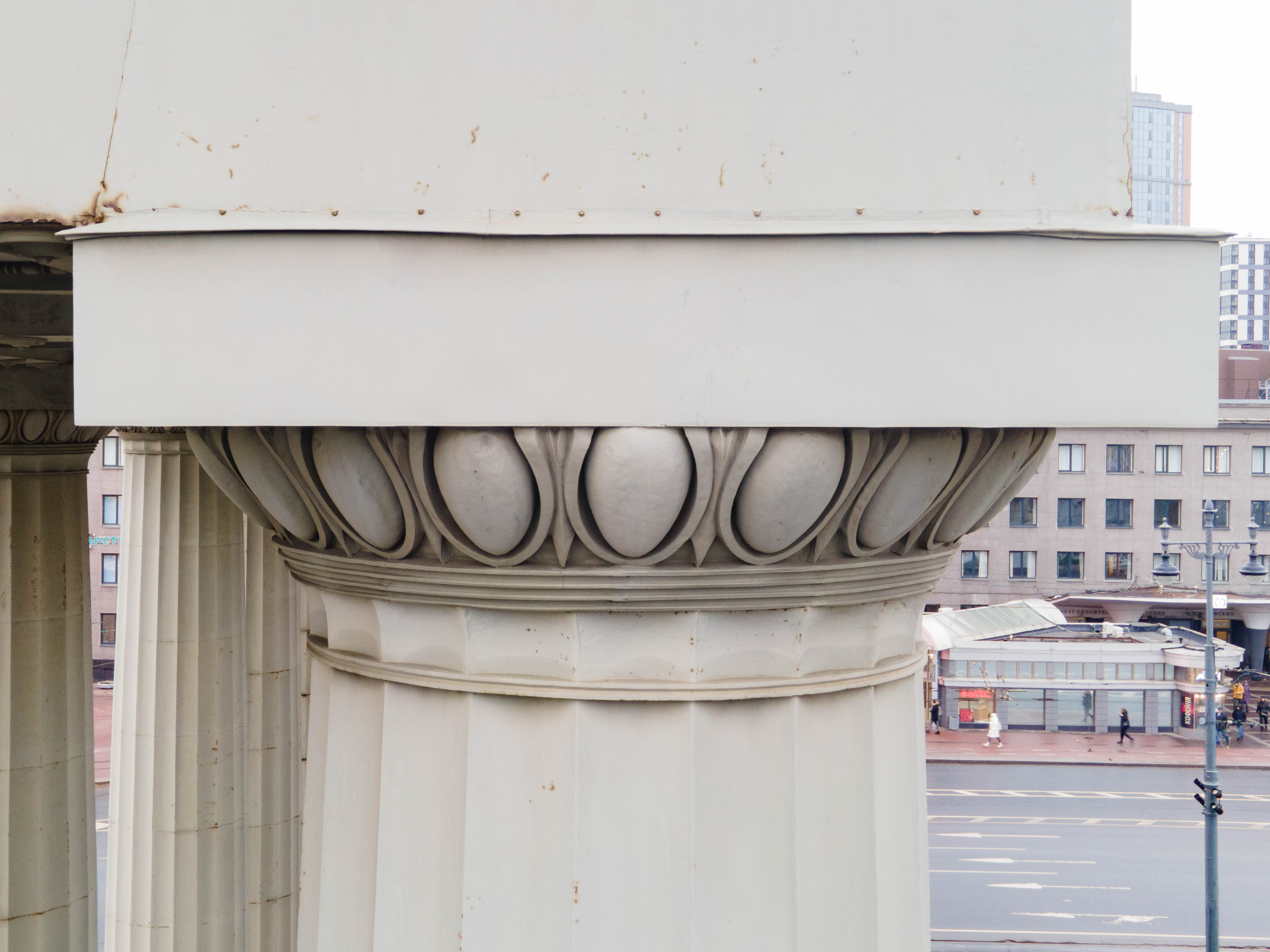
Капитель

### Кордегардии
В 25,6 м севернее ворот, в одну линию с их боковыми фасадами, симметрично располагались две двухэтажные кордегардии, в плане представлявшие собой прямоугольники размером 17,07 × 10,67 м. По углам кордегардии имели башенки выше основных объёмов кордегардий на пол-этажа. Башенки немного выдавались от линии боковых фасадов и сильно — из главного и заднего фасадов, что создавало углубления в их центрах. Завершались башенки карнизами с большим выносом, которые поддерживались кронштейнами. Стены башенок были рустованы, стены основных объёмов — гладкие. Центр главного фасада у каждой кордегардии был оформлен четырёхколонным дорическим портиком. В начале XX века кордегардии подверглись переделкам: стены фасадов были рустованы аналогично стенам башен, были пробиты новые оконные проёмы, к задним фасадам были пристроены дополнительные помещения, а в портиках сооружены тамбуры.
От ворот к кордегардиям шла чугунная решётка, с другой стороны кордегардий она замыкалась полукругом с диаметром, равным ширине ворот, до моста через Лиговский канал. Вокруг задних фасадов кордегардий также изначально имелись полуциркулярные ограды, демонтированные в начале XX века. Рисунок решётки был простой и состоял из тонких копий, перевязанных горизонтальными брусьями по верхнему и нижнему поясам; копья перемежались брусьями с венчиками на верхушках, поддерживавшимися простыми контрфорсами. К решёткам были прислонены скамейки, подлокотники и ножки которых составляли единое целое, а узор спинки состоял только из двух пересекающихся дуг.

Оформление площади
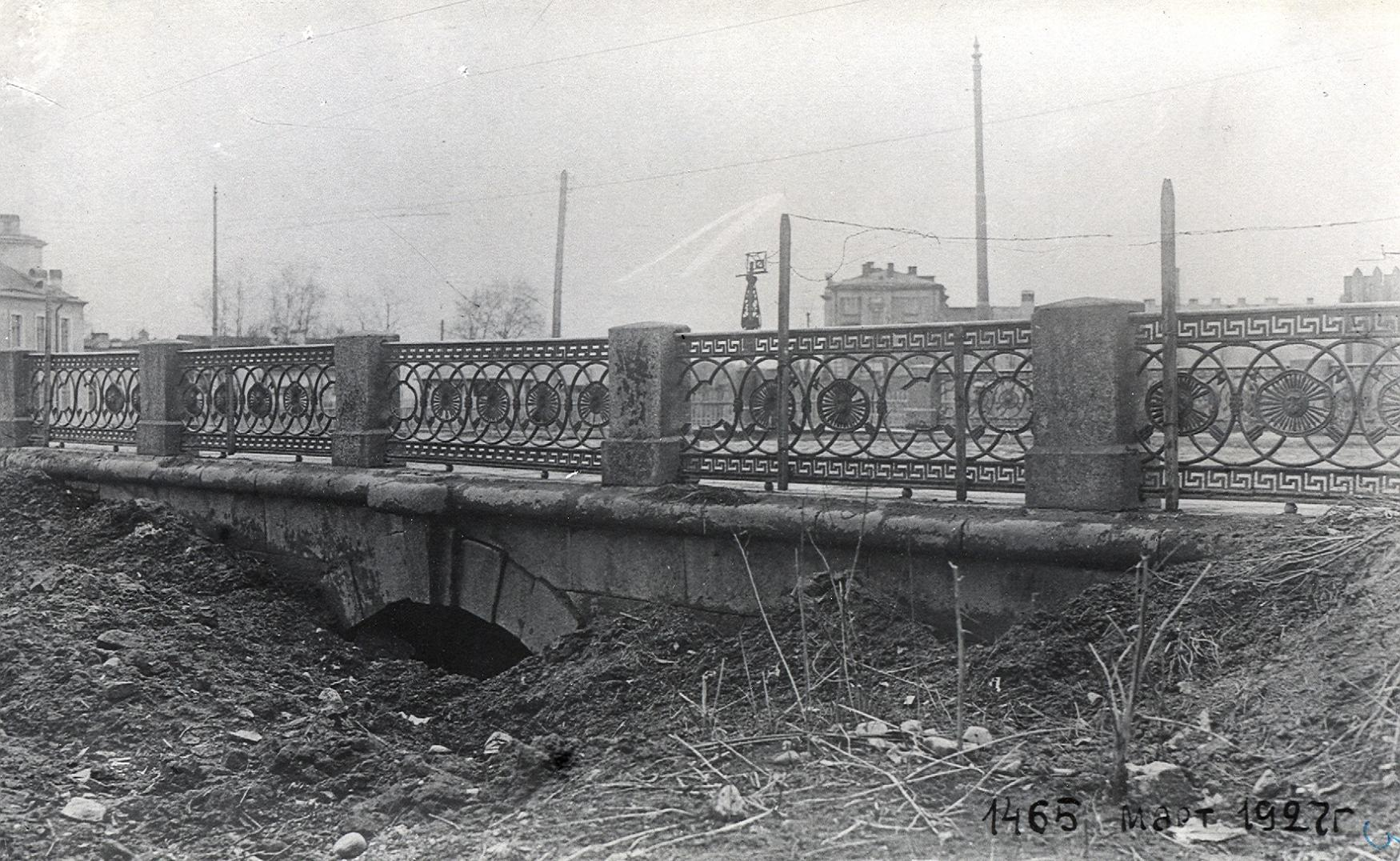
Мост через канал, 1927 год
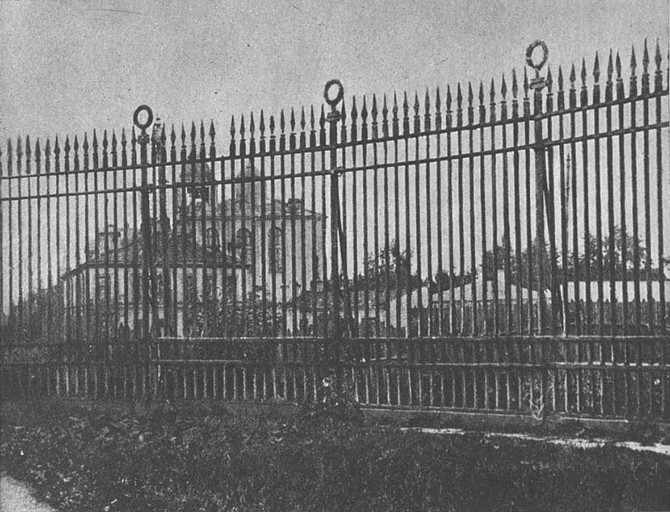
Ограда, 1930-е годы
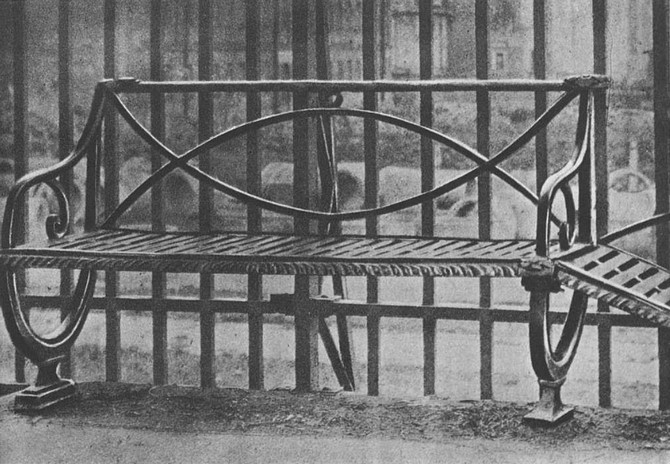
Скамья, 1930-е годы

## История

### Проекты ворот
7 (18) ноября 1780 года Екатерина II заказала проект ворот на дороге в Москву французскому архитектору Шарлю Клериссо. Через четыре с половиной месяца шесть эскизных листов и гипсовая модель были доставлены в Петербург, но, несмотря на высокую оценку работы, проект так и не был исполнен, не в последнюю очередь по причине высокой стоимости. Все документы, включая модель, ныне выставлены в музее Академии художеств. В 1817 году архитектор Василий Стасов создал проект обустройства южного выезда из города в ознаменование победы России в войне с Наполеоновской Францией, но до наших дней этот проект не дошёл. В следующий раз к идее обустройства заставы Стасов вернулся спустя 10 лет — в 1827 году. Этот проект также не сохранился, до наших дней дошла только смета, которая описывает ворота о 20 колоннах с 20 фигурами и 8 арматурами во фризе, а также с 12 фигурами на аттике и квадригой Славы наверху. Предполагается, что композиция была задумана с четырьмя рядами колонн. В 1831 году Альберт Кавос разработал проект «Площади Победы» в честь победы в русско-турецкой войне 1828—1829 годов. Со стороны города на площадь, окружённую решёткой из копий, вела трёхпролётная дорическая колоннада. По обе боковые стороны площади предполагалось построить две пирамиды, посвящённые победам русской армии на Кавказе и Балканах. Со стороны Москвы же на площадь должна была вести трёхпролётная триумфальная арка, средний пролёт которой был задуман более крупным и предназначался для повозок, по бокам же планировались более мелкие для пешеходов. Этот проект, как и проект Клериссо, не был реализован из-за высокой стоимости, предпочтение было отдано доработанному к 1833 году проекту Стасова.

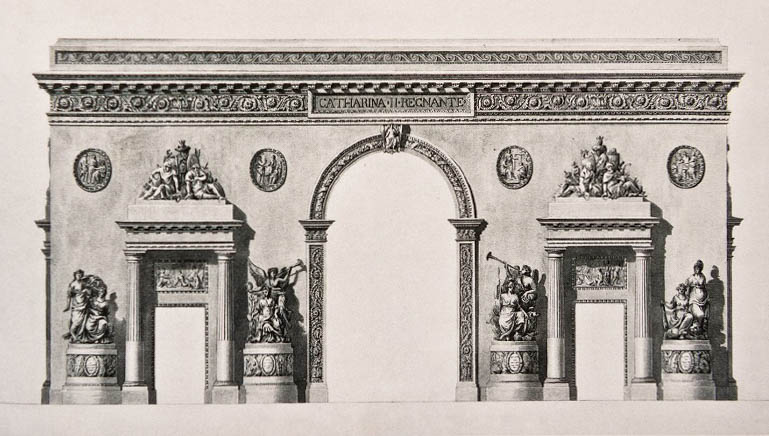
Эскиз фасада ворот Клериссо

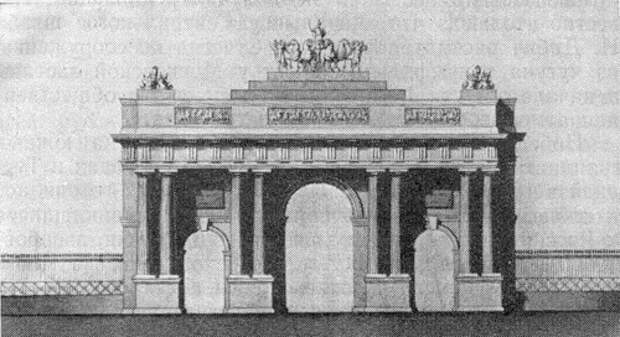
Эскиз фасада ворот Кавоса

Уже 7 февраля 1833 года на Александровском чугунолитейном заводе по заказу архитектора была составлена смета на отливку, доставку и монтаж частей колонн, из которых должны были быть построены ворота; сумма составила 825 051 рубль 20 копеек, а срок изготовления установили в 4 года. По задумке Стасова, ворота должны были своими размерами соответствовать величине и благоустройству Петербурга, а ширина среднего проезда между колоннами должна была быть достаточной для разъезда двух конных экипажей. В рамках этого проекта он предоставил на рассмотрение два варианта исполнения ворот, выполненных в одной композиции: более крупный (34 м в ширину), по мнению архитектора, лучше соответствовал замыслу, более мелкий же (30 м в ширину) мог сэкономить средства казны, но при этом не был столь функционален. В это время Московская застава находилась на Обводном канале, являвшемся границей города, но бурный рост Петербурга привёл к тому, что южную границу города было решено перенести. Для этих целей инженером Базеном был запроектирован второй Обводный канал, ворота и заставу предполагалось разместить на 50 саженях между набережной нового канала и Лиговским каналом. 5 (17) января 1834 года этот план был утверждён Николаем I вместе с проектом постройки бо́льшего варианта ворот.
Для проверки своего проекта Стасов заказал плотнику Григорьеву модель фасада ворот в натуральную величину, которая была изготовлена за 1500 рублей и 20 дней с левой стороны от выезда с Московской заставы, возле моста через Лиговский канал. Модель была сделана в виде деревянного щита высотой 11,5 саженей и длиной 15 саженей 2 аршина, лицевая сторона щита была обшита шестью плоскими колоннами. 26 марта (7 апреля) 1834 года модель была осмотрена лично императором, который высказал несколько замечаний и указал место установки ворот. На основании замечаний Стасов расширил проезд между средними колоннами и понизил аттик и 10 (22) апреля представил комиссии чертежи, которые, кроме генерального плана заставы, включали новый вариант ворот, фасады кордегардии и решётки от них к воротам. Вместе с этим был поднят вопрос о постройке второй кордегардии для сохранения симметрии композиции, что было одобрено Николаем I через 3 дня, а ещё через неделю им был одобрен окончательный проект ворот.
Осенью того же года император интересовался сравнительными размерами Московских ворот и Бранденбургских ворот в Берлине, и оказалось, что, без учёта колесницы на последних, Московские ворота были выше почти на 2,5 м. На момент постройки ворота Московской заставы стали самым крупным сооружением мира, собранным полностью из металла.

### Строительство

#### Фундамент
Строительство было начато с изучения грунтов в месте установки триумфальных ворот: 13 (25) мая 1834 года Стасов представил строительной комиссии продольный и поперечный разрезы участка вдоль дороги на глубине до 7,5 аршин. Под насыпью дороги глубиной чуть более 1 аршина оказался слой серой глины в 5 аршин, а под ним слой суглинка. Архитектор принял решение заложить глубину котлована в 3 аршина 4 вершка, дабы оставить 3 аршина серой глины под подошвой фундамента. Верхняя же отметка фундамента была запланирована на уровне моста через Лиговский канал, что было на 3 аршина выше уровня окружавших строительную площадку полей. Полная высота фундамента таким образом равнялась 6,25 аршина или 4,45 м. При этом было принято необычное для Петербурга решение не использовать при подготовке фундамента сваи.
В июне под руководством инженера Иосифа Завадовского было начато строительство двух объездных дорог с мостами через Лиговский канал, дабы перенести на них движение с Московского тракта. Из-за встретившегося на пути прокладки дорог торфянистого грунта стройка затянулась и завершилась только 26 августа (7 сентября). К этому времени была проведена подготовка строительной площадки: построены временная кузня и сараи для извести, возведены забор и караульни. Были завезены все необходимые материалы для фундамента (в том числе части фундамента не построенной колокольни Смольного собора) для укладки в качестве верхнего и нижнего рядов фундамента ворот. 28 августа (9 сентября) была начата выемка грунта из котлована, который поверху имел длину 20 и ширину 7 саженей. Всего грунта было вынуто 139 кубических саженей (1350 м³).
14 (26) сентября состоялась торжественная церемония закладки ворот в присутствии чиновников, членов строительной комиссии и приглашённых гостей, для чего в котлован был построен лестничный спуск, а на дне сооружены мостки и площадка с перилами. В ходе церемонии в основание фундамента были заложены 22 камня с золочёными инициалами архитектора Стасова и других лиц, принимавших участие в организации строительства, а также камень с памятной надписью, в углубление в котором были помещены памятные золотые, платиновые и медные монеты на сумму 126 рублей.
В начале строительства дно котлована было утрамбовано под уровень, при этом от забивки свай было решено отказаться из-за малого веса конструкции, несмотря на то, что эти работы были заложены Стасовым в смету. По утрамбованному грунту в два ряда было уложено 569 гранитных камней с притёсанными краями, а промежутки заполнялись щебнем. Укладка непосредственно фундамента производилась из тосненской бутовой плиты, которой потребовалось 190 кубических саженей (1845 м³), щели между плитами заливались смесью извести с песком 1:1. С 14 (26) октября по 18 (30) апреля 1835 года в строительных работах был сделан перерыв на зиму, на этот период недостроенный фундамент обнесли по краям досками и засыпали слоем песка в один аршин. 14 (26) мая работы подошли к финальной стадии — с Александровского завода доставили лекала, по которым изготавливали основания колонн. По ним строители уложили 509 гранитных камней в два ряда, последний из которых тщательно притесали и укрепили по периметру железными скобами, залитыми свинцом.

#### Ворота
Ещё в мае 1834 года Стасов передал на Александровский завод детальные чертежи и шаблоны всех элементов ворот, оставив толщину отливок и креплений на усмотрение заводских инженеров, более искушённых в сборке металлических конструкций. 26 марта (7 апреля) 1835 года архитектор утвердил изготовленные заводом модели частей ворот, а 21 июня (3 июля) один из помощников Стасова принял на заводе первую готовую колонну, после чего началась доставка её частей на стройплощадку. 13 (25) июля туда была доставлена медная капитель и установлена на вершину первой колонны. На следующий день готовая колонна была осмотрена министром финансов Канкриным. 27 апреля (9 мая) 1837 года все чугунные детали и медные скульптурные элементы были готовы, сборку ворот планировалось закончить к сентябрю. Однако к этому месяцу была только завершена кровля над воротами, по инициативе Стасова выполненная не из железа, как предполагалось в смете, а из меди, за счёт чего смета увеличилась на 4500 рублей. Более того, различие между представленными в 1833 году для завода чертежами и утверждённым в апреле 1834 года вариантом стало основанием для увеличения сметы ещё на 58 572 рубля.
Когда в начале 1838 года встал вопрос окраски ворот, Стасов посчитал, что красить ворота необходимо в максимально светлый цвет из возможных, чтобы ворота не представлялись наблюдателю печальным памятником. В этой связи он предлагал два варианта: либо красить «под металл» — и тогда оптимальным архитектор счёл бронзовый цвет; либо покрасить «под камень» — и тогда сделать цвет насколько возможно светлым. Николай I на докладе Стасова о выборе цвета надписал, что считает оптимальным бронзовый цвет, если он будет таким же, как на Нарвских воротах. В конце мая малярный мастер Кельберг начал грунтовку верхней части ворот.

#### Скульптурное оформление
Первые эскизы гениев и трофеев были представлены Стасовым 4 (16) мая 1834 года, но Николай I не утвердил их, высказав желание сделать «гениев наподобие кариатид одной формы», для создания же арматуры император предложил пригласить скульптора Орловского. Орловский выполнил эскизы не только одинаковых кариатид, но и шести разнообразных гениев, и император, посетивший его мастерскую 5 (17) декабря, одобрил гениев, ранее отвергнутых им в эскизах Стасова. Разительным отличием идеи Орловского являлись данные в руки гениям щиты с гербами губерний Российской империи. При этом, несмотря на то, что работы Орловского получили высочайшее одобрение, озвученная им цена в 23 000 рублей не устроила строительную комиссию, и та попыталась передать заказ на изготовление скульптур по уже готовым эскизам другим мастерам, наиболее предпочтительным из которых считался Демут-Малиновский, предложивший цену почти в полтора раза меньше. Однако 8 (20) февраля 1835 года последовало распоряжение императора поручить изготовление Орловскому за объявленную им цену, так что десятью днями позже скульптор подписал обязательство изготовить шесть моделей гениев с атрибутами и модель трофея в течение года.
К концу 1835 года скульптор завершил модели 39 гербов губерний. Примерно в это же время, работая над памятником Барклаю-де-Толли, Орловский упал с подмостей и получил серьёзную травму, что помешало закончить работу по скульптурному оформлению Московских ворот в срок. Первые две фигуры гениев были отправлены им на завод только в начале апреля 1836 года, а последняя — 9 (21) сентября. При этом Орловский дополнительно выполнил седьмой вариант гения для симметричного расположения оных на торцевых фризах, всего же гениев было изготовлено 32, столько же было использовано щитов с гербами. Все работы по изготовлению чугунных форм и чеканке медных деталей скульптур завод закончил к концу апреля 1837 года.
Северная сторона

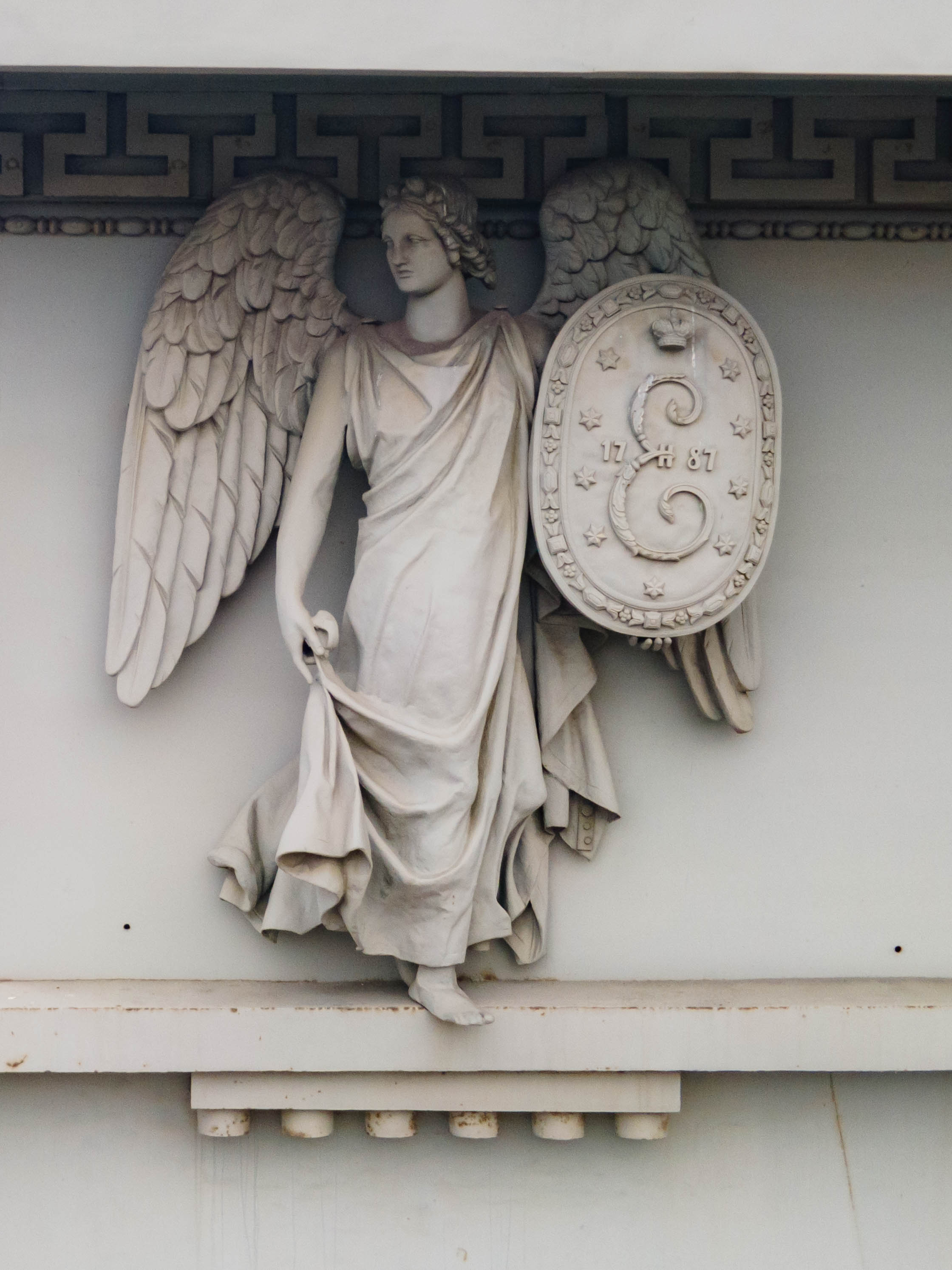
Екатеринославская губерния
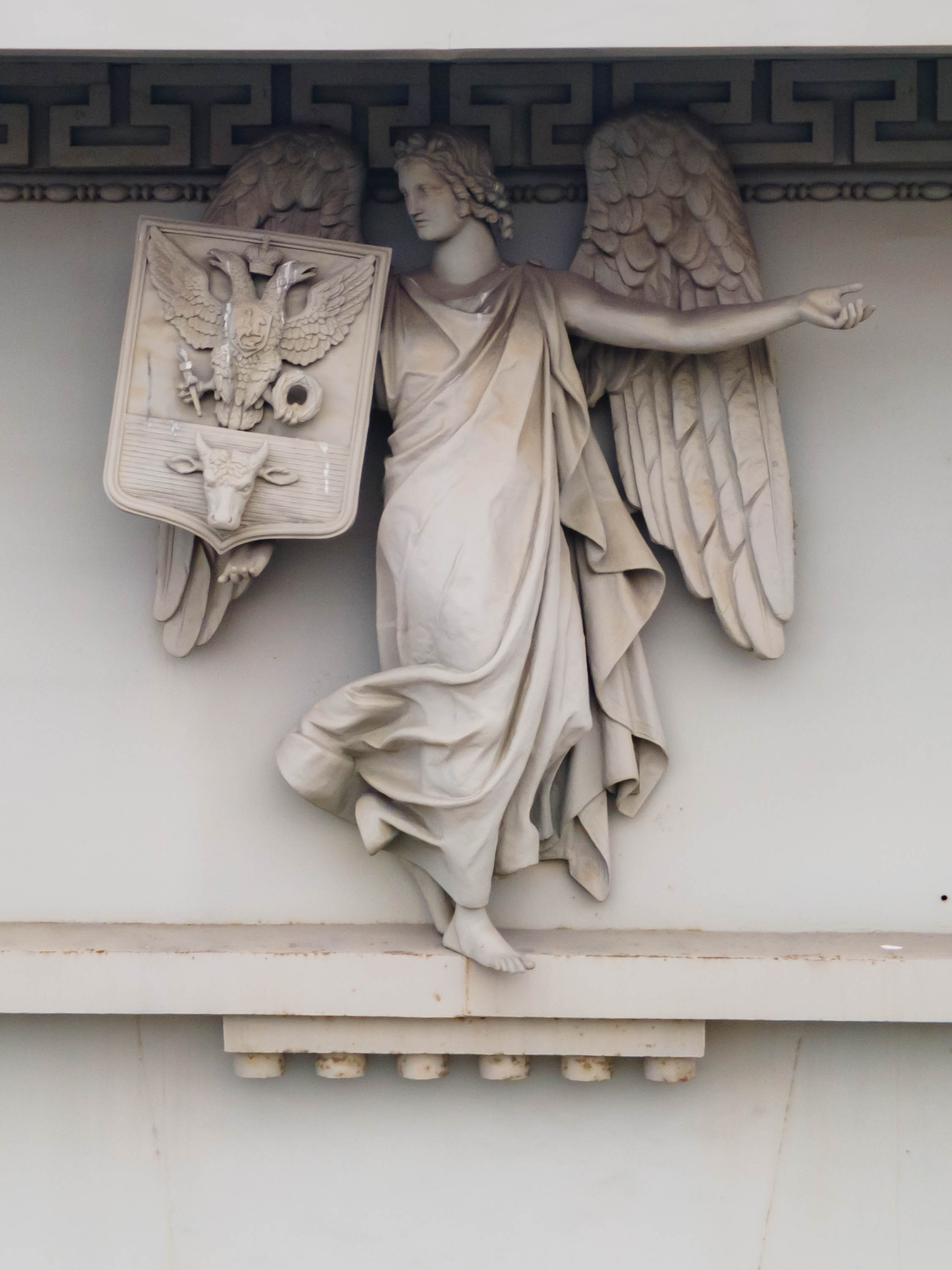
Бессарабская губерния
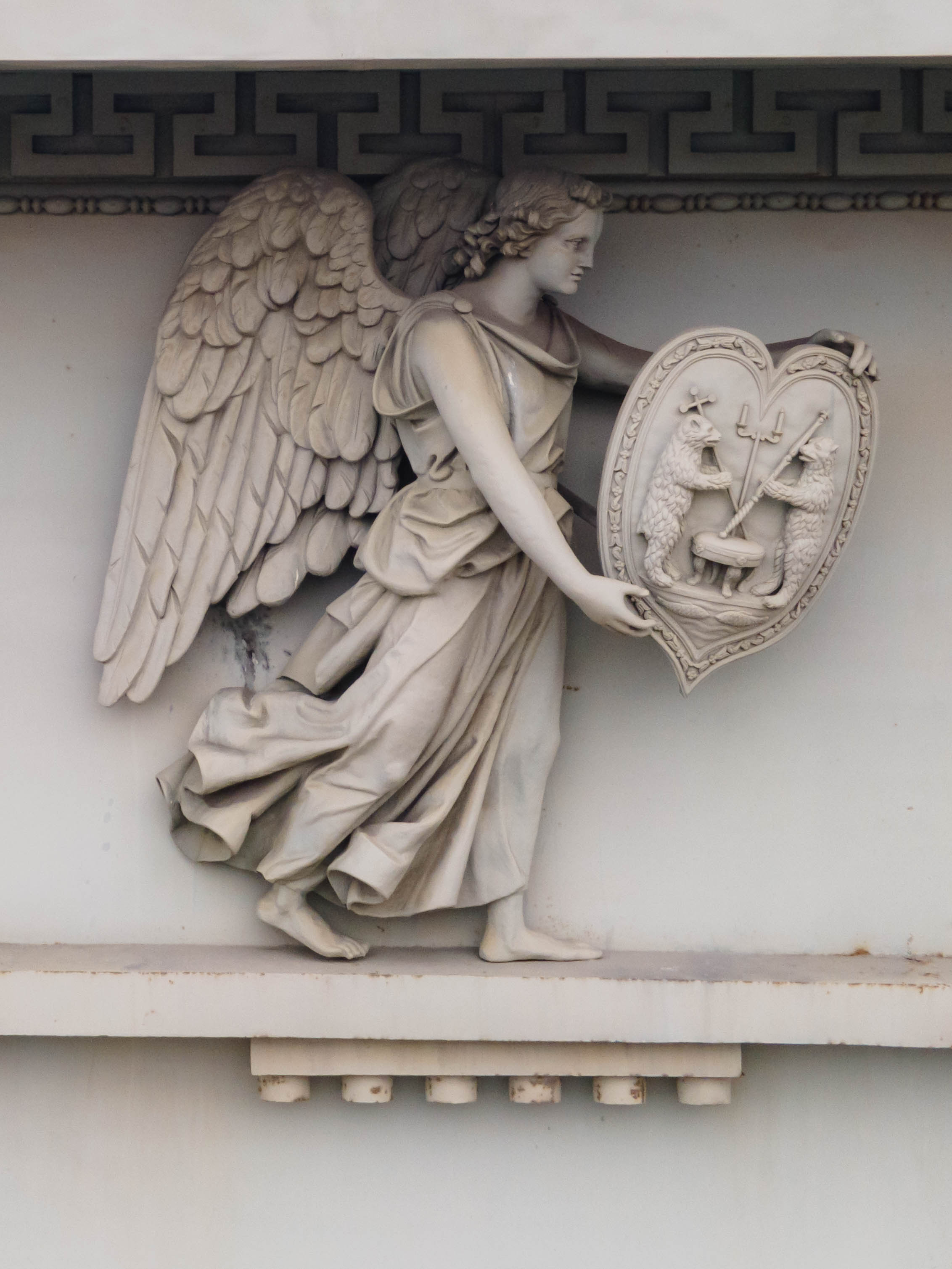
Новгородская губерния
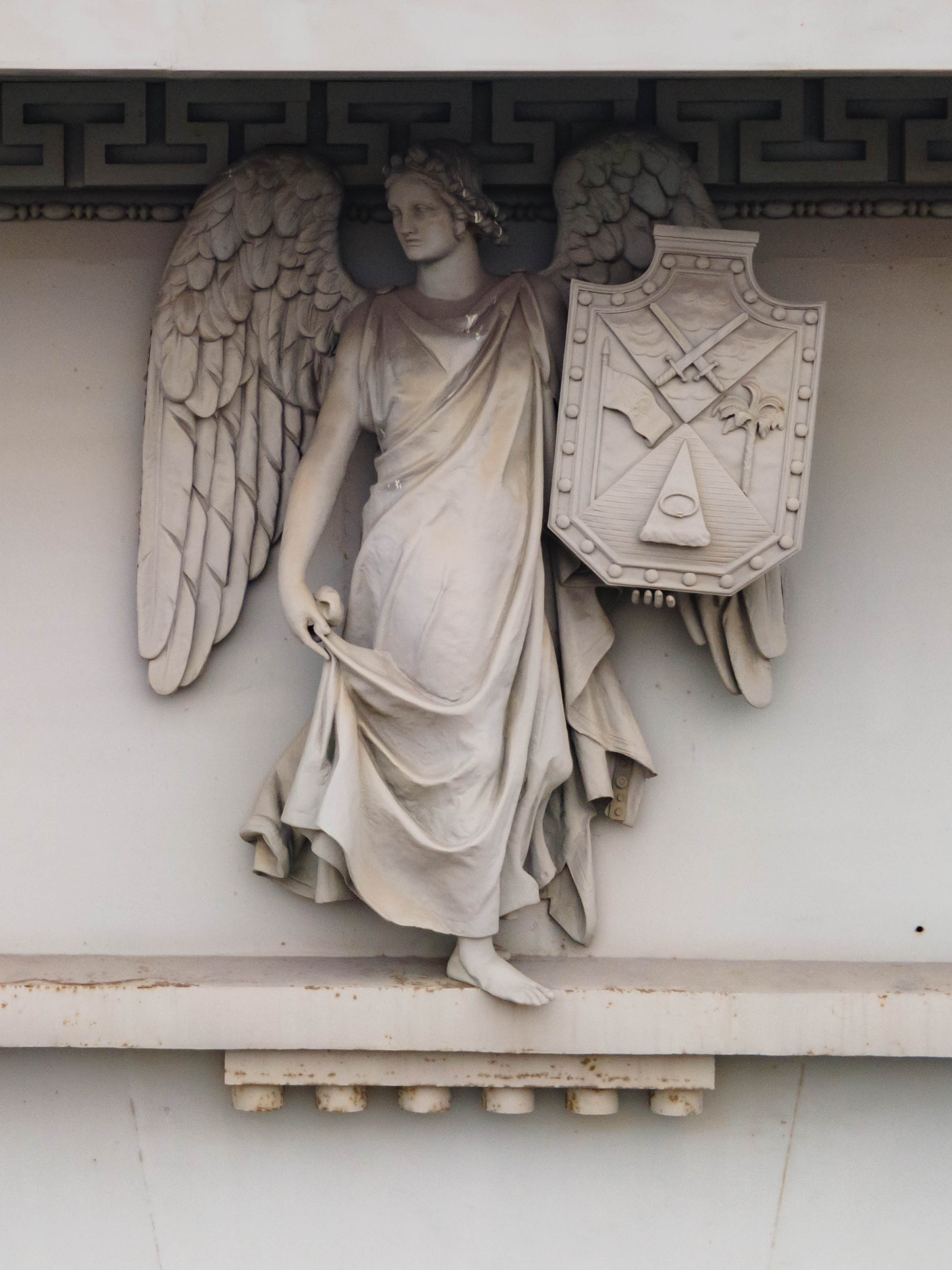
Полтавская губерния
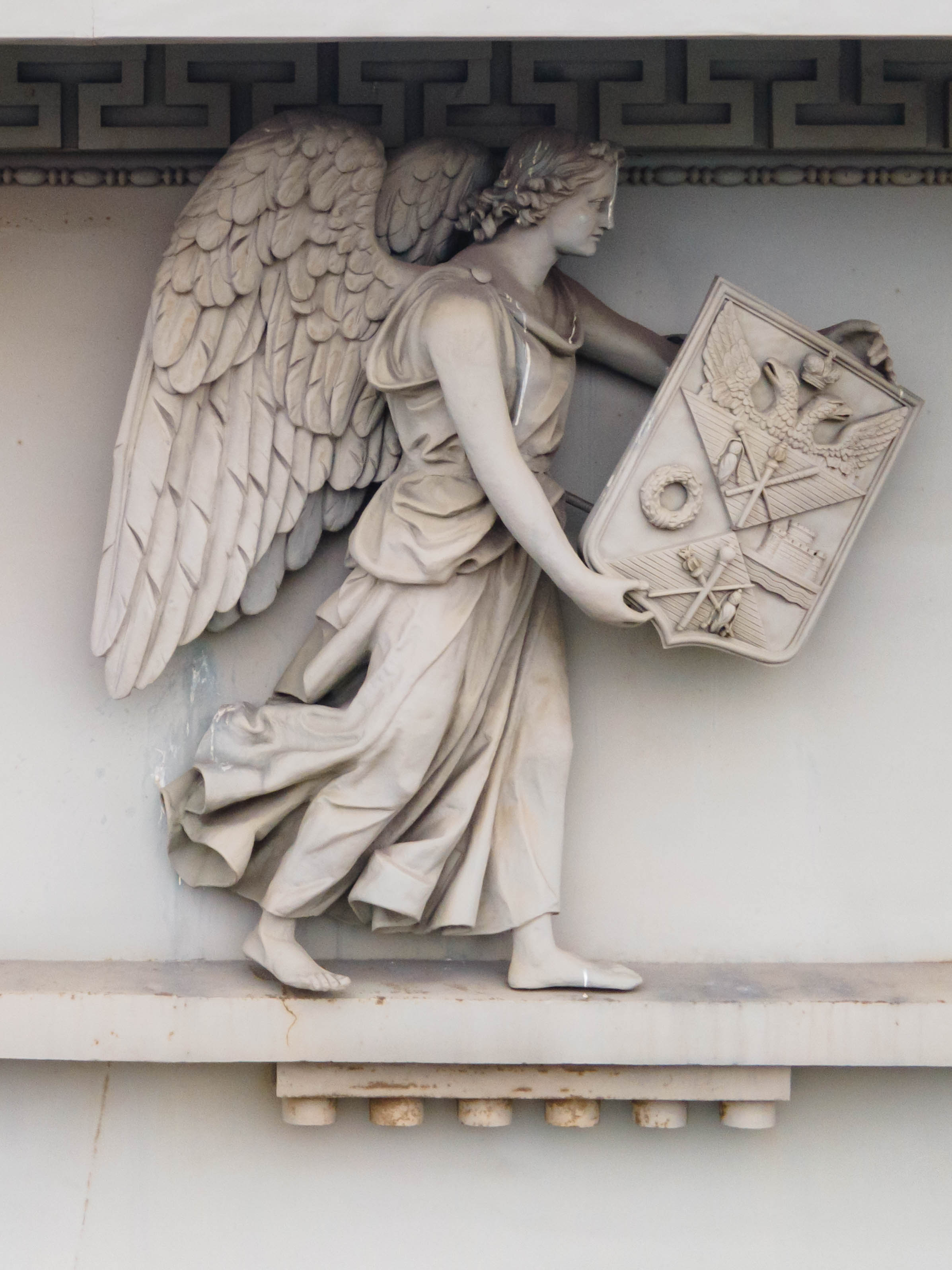
Область Войска Донского
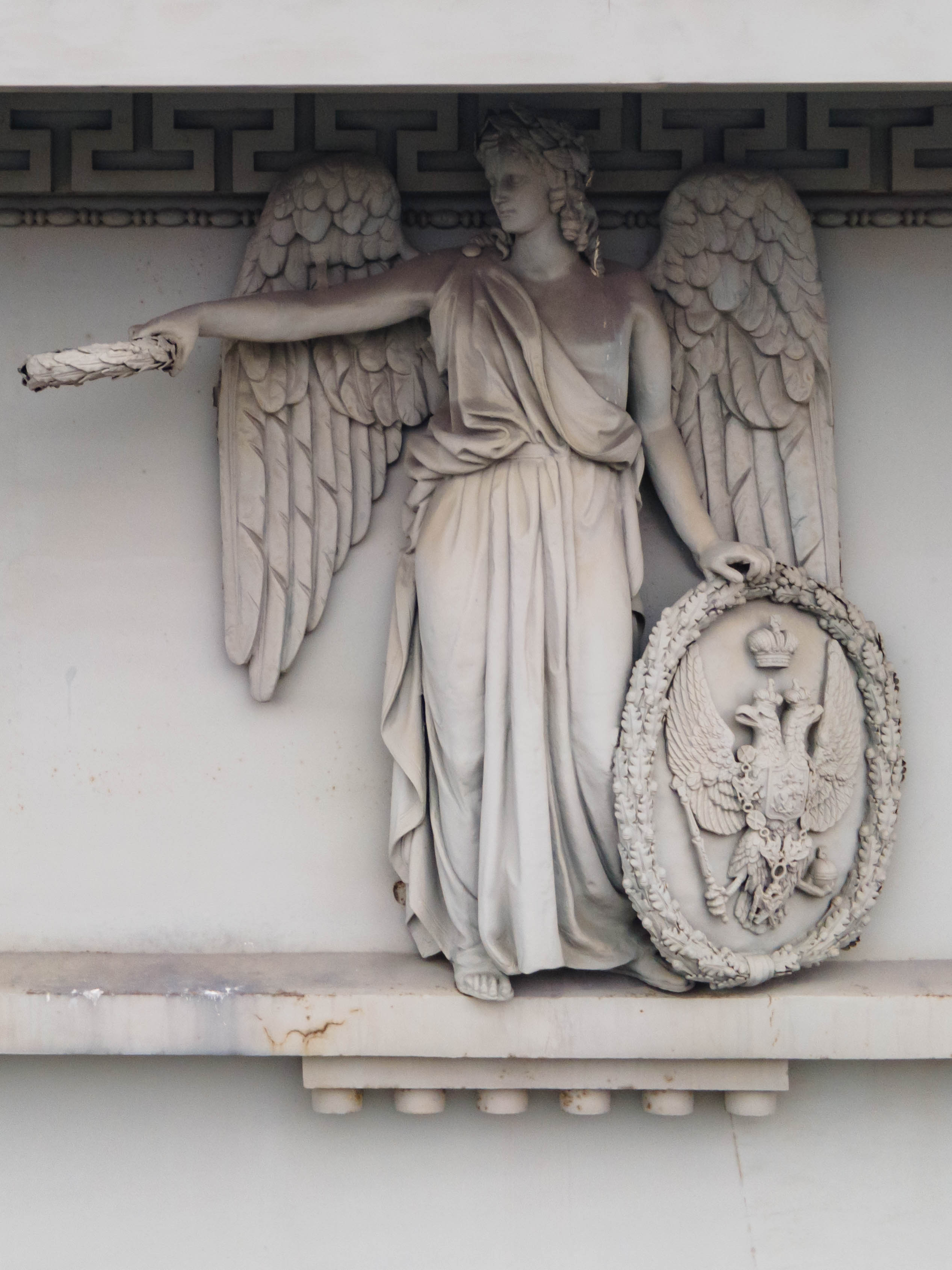
Российская империя
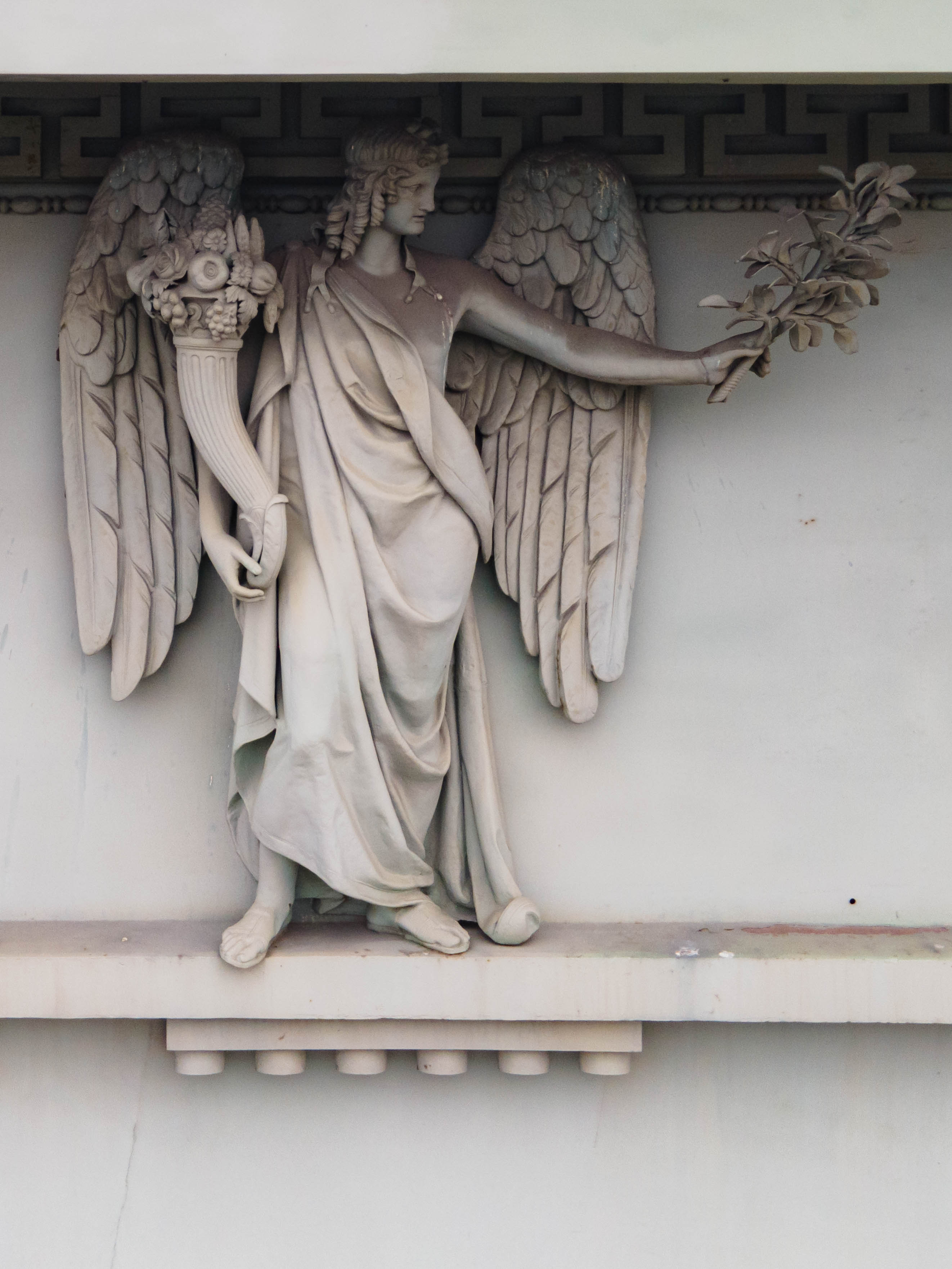
Изобилие
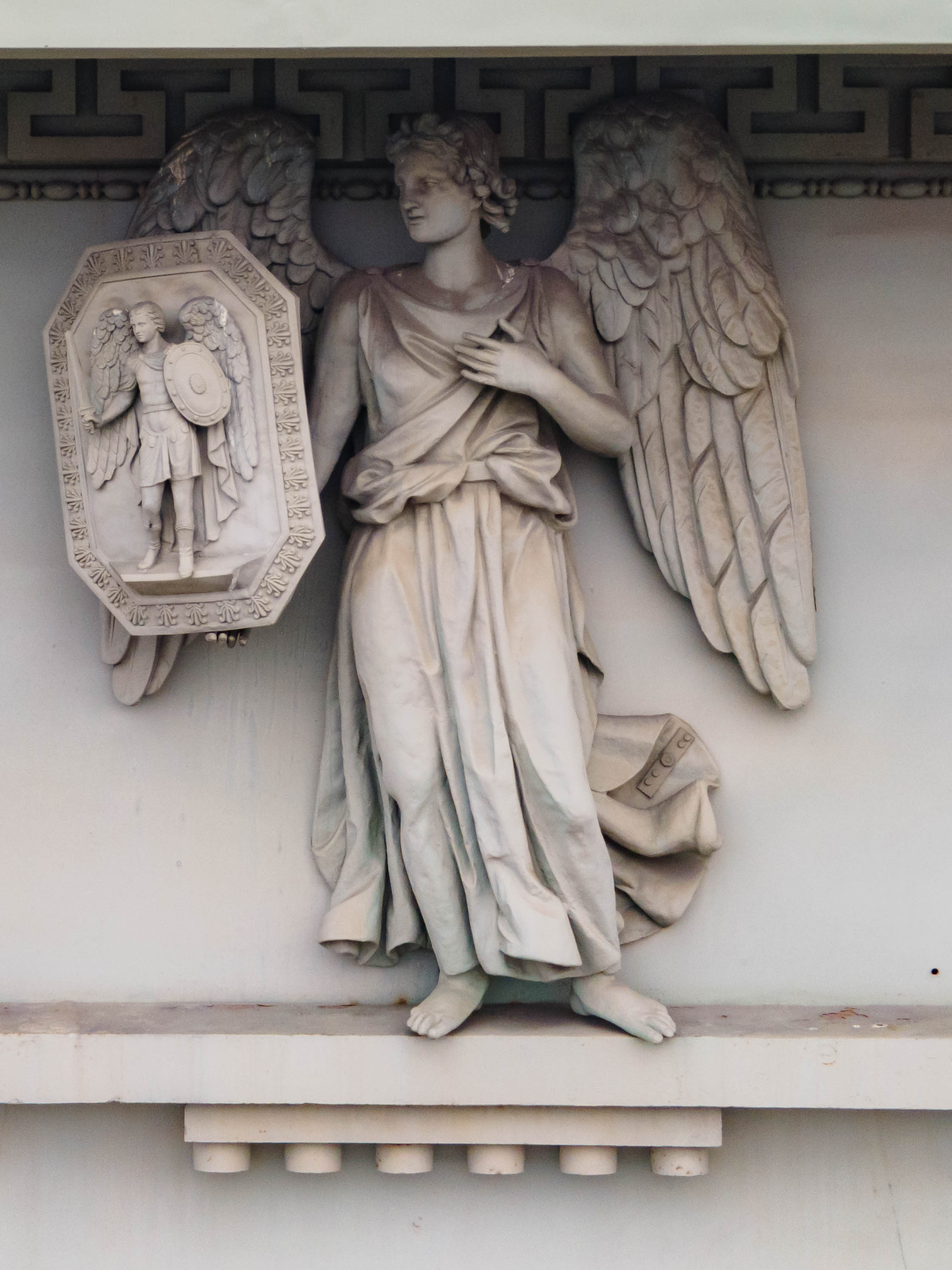
Киевская губерния
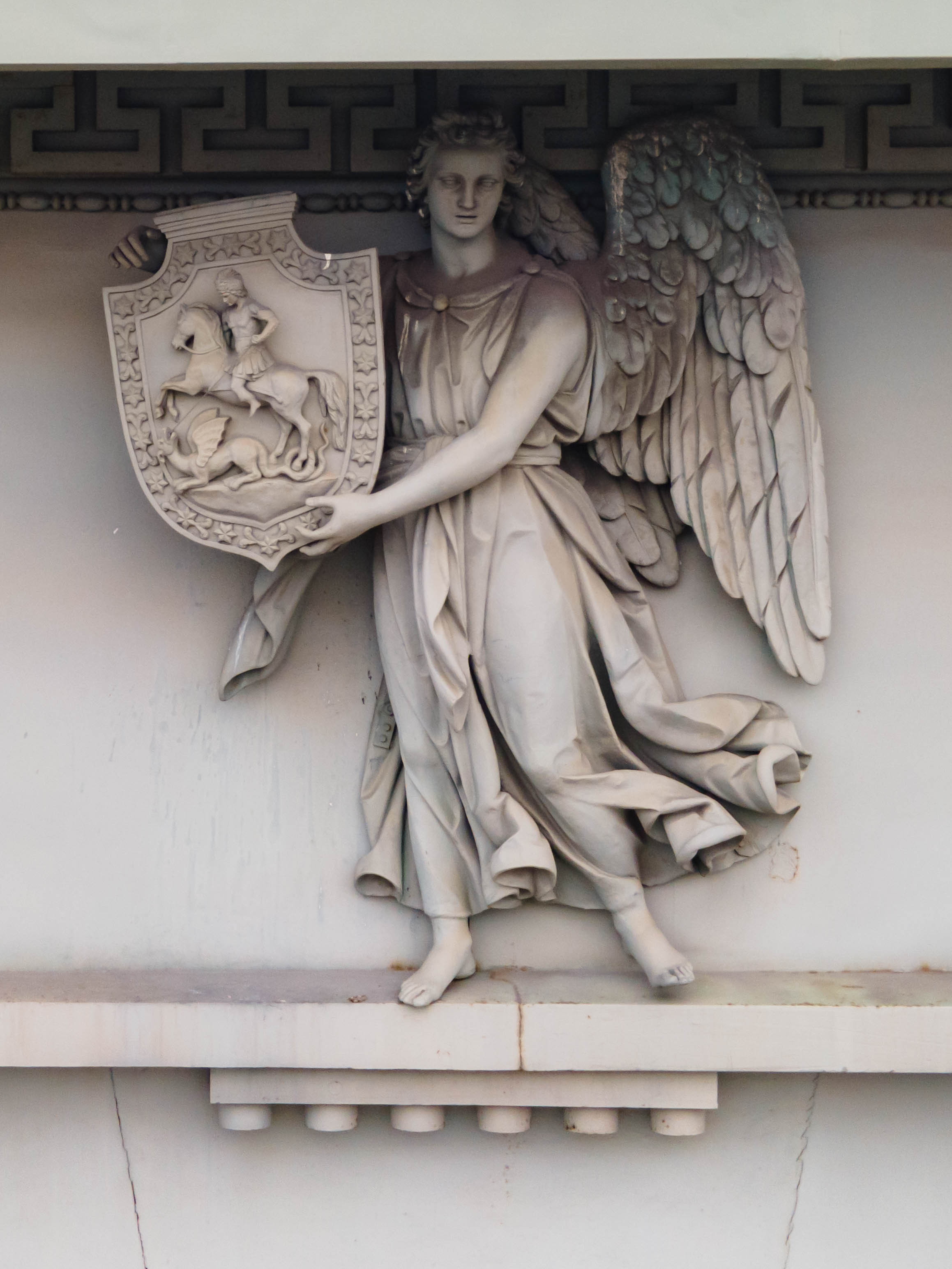
Московская губерния
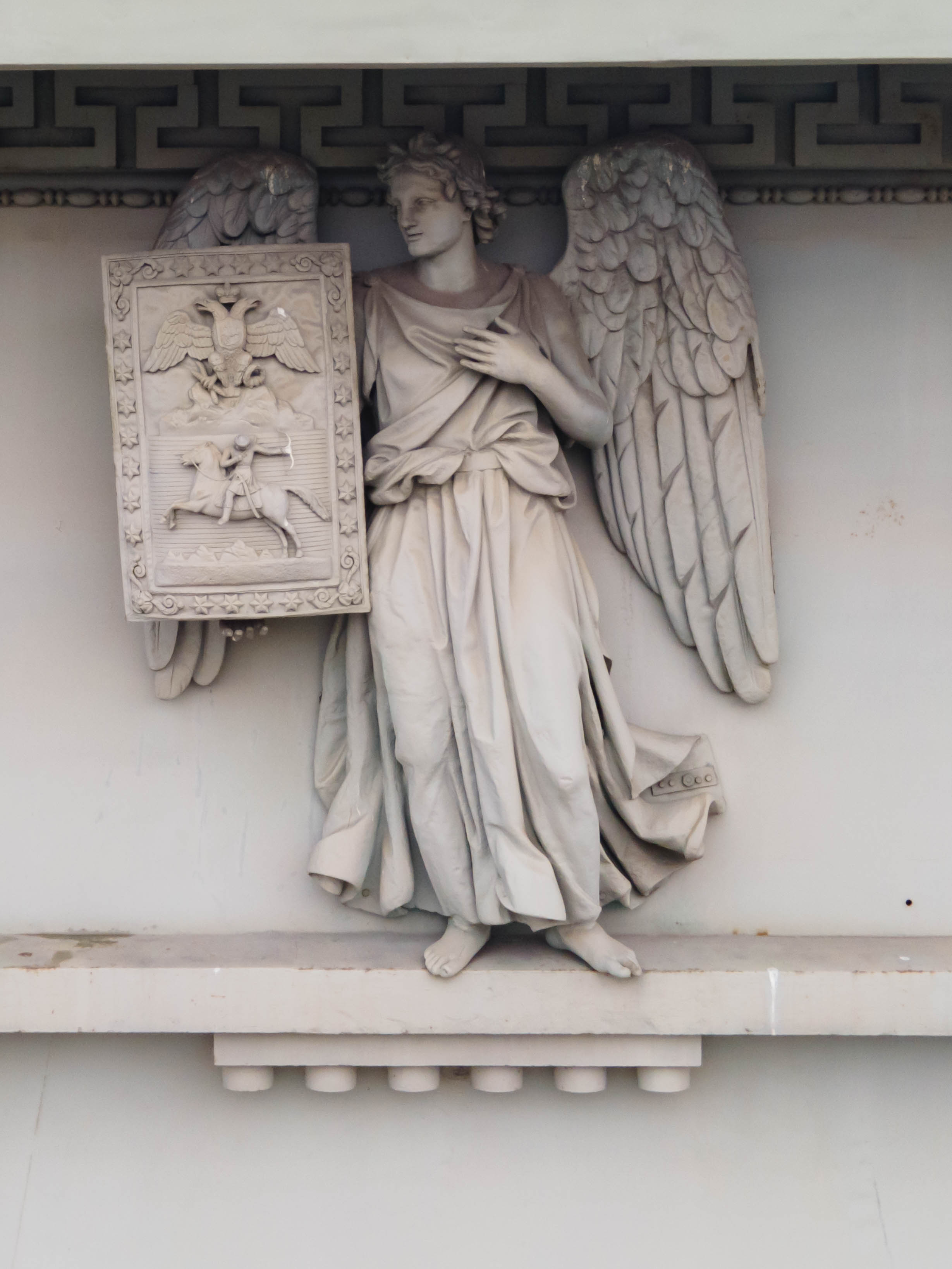
Кавказская область
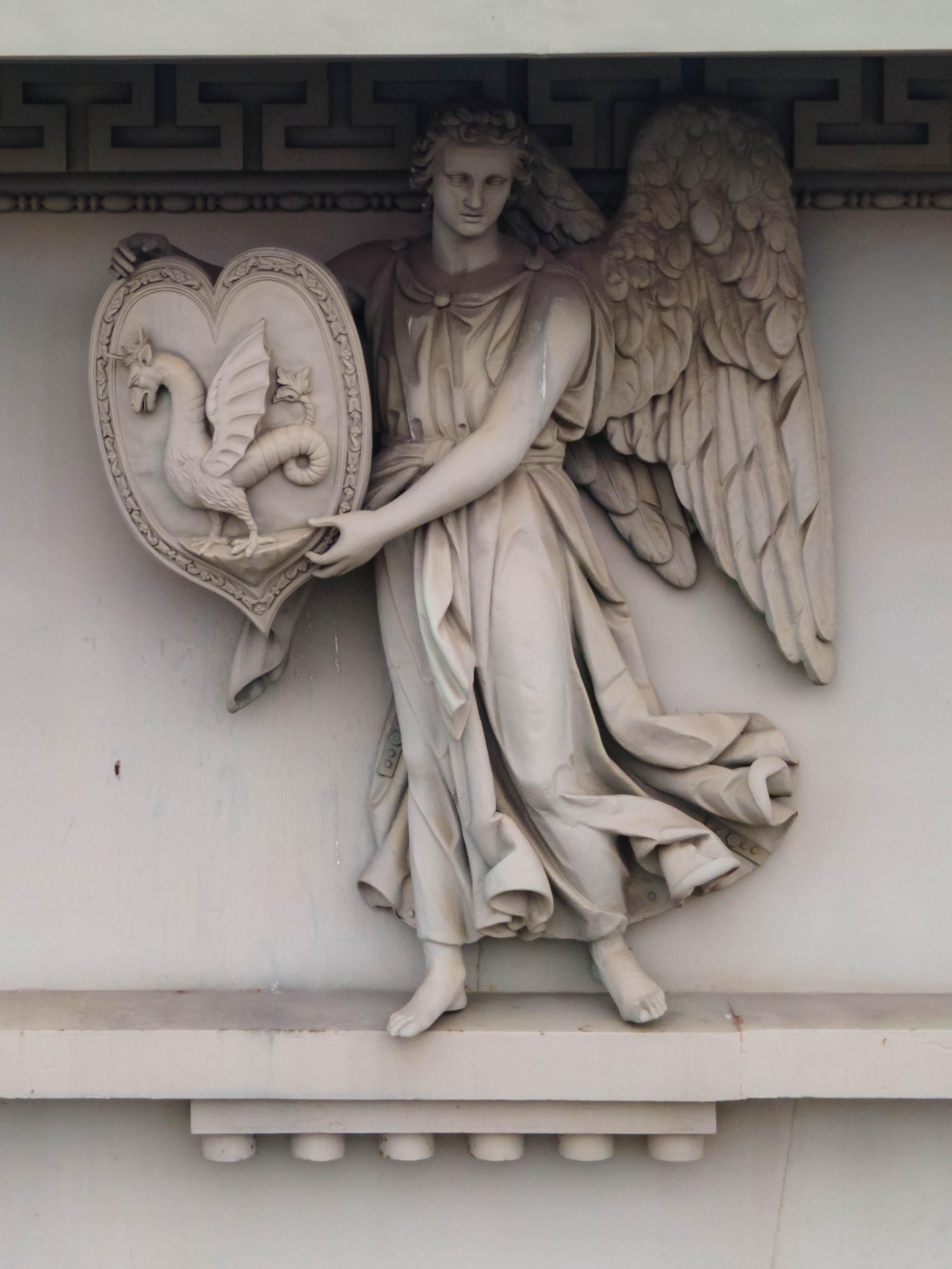
Казанская губерния
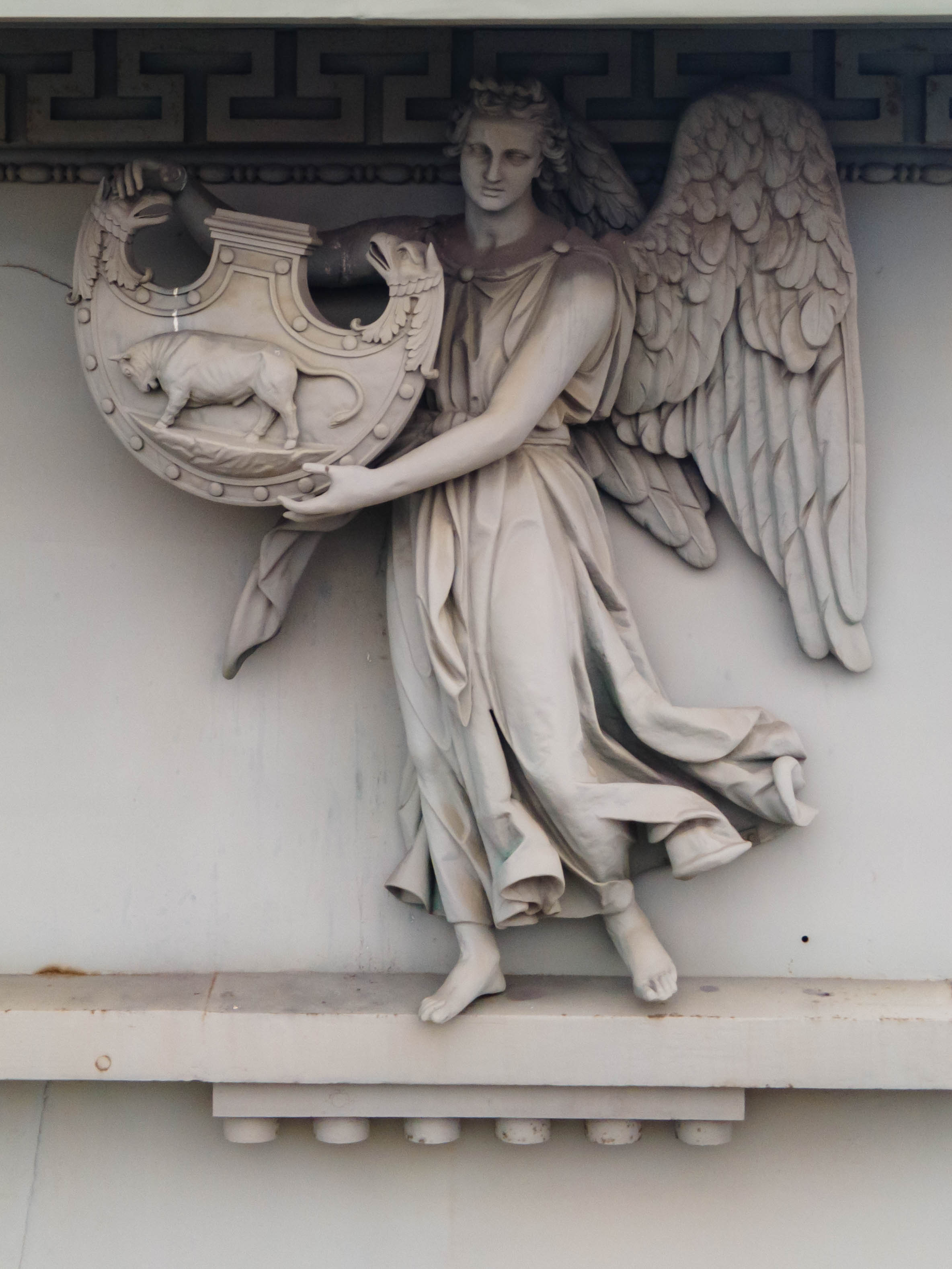
Гродненская губерния

Западная сторона

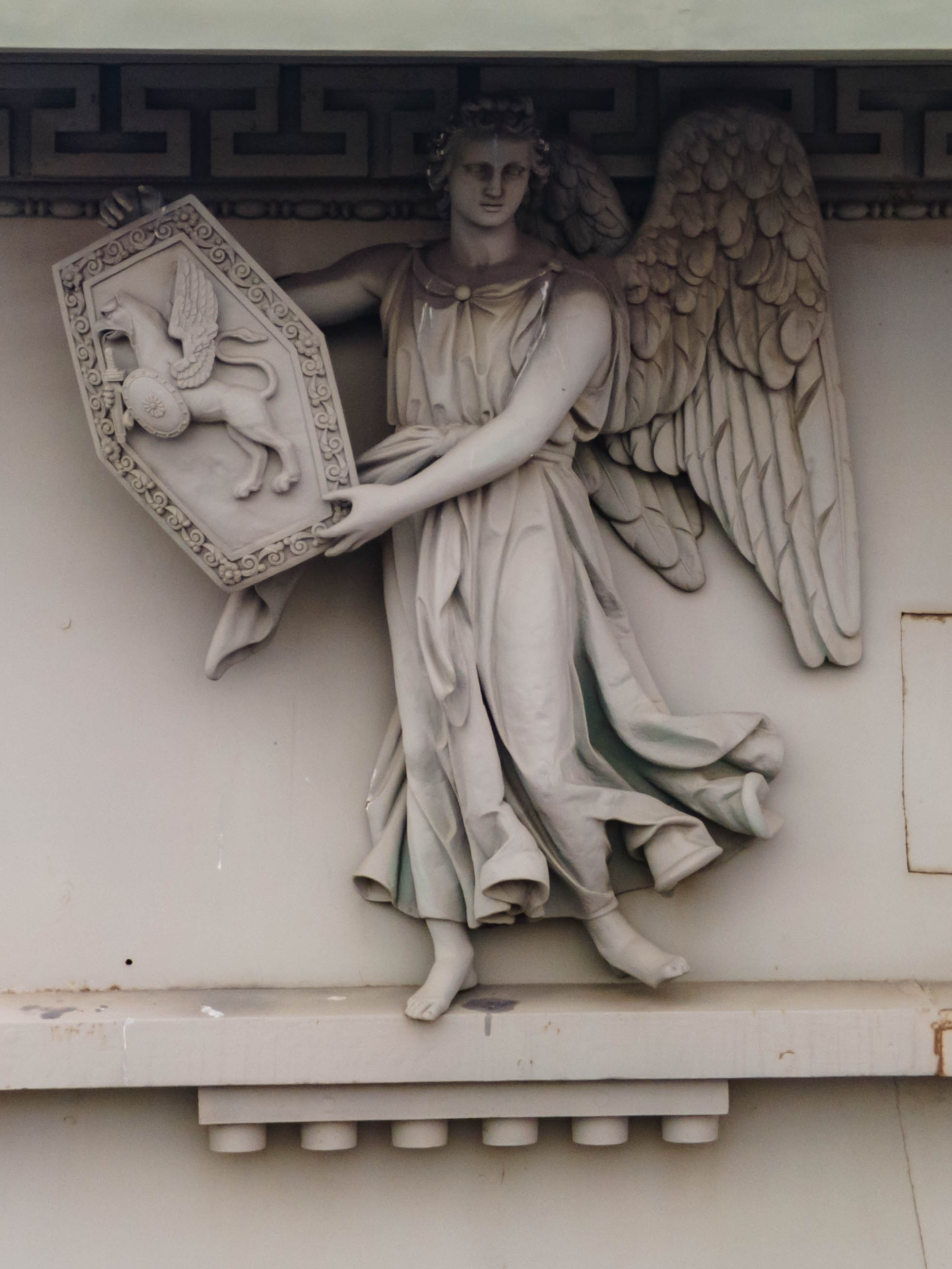
Лифляндская губерния
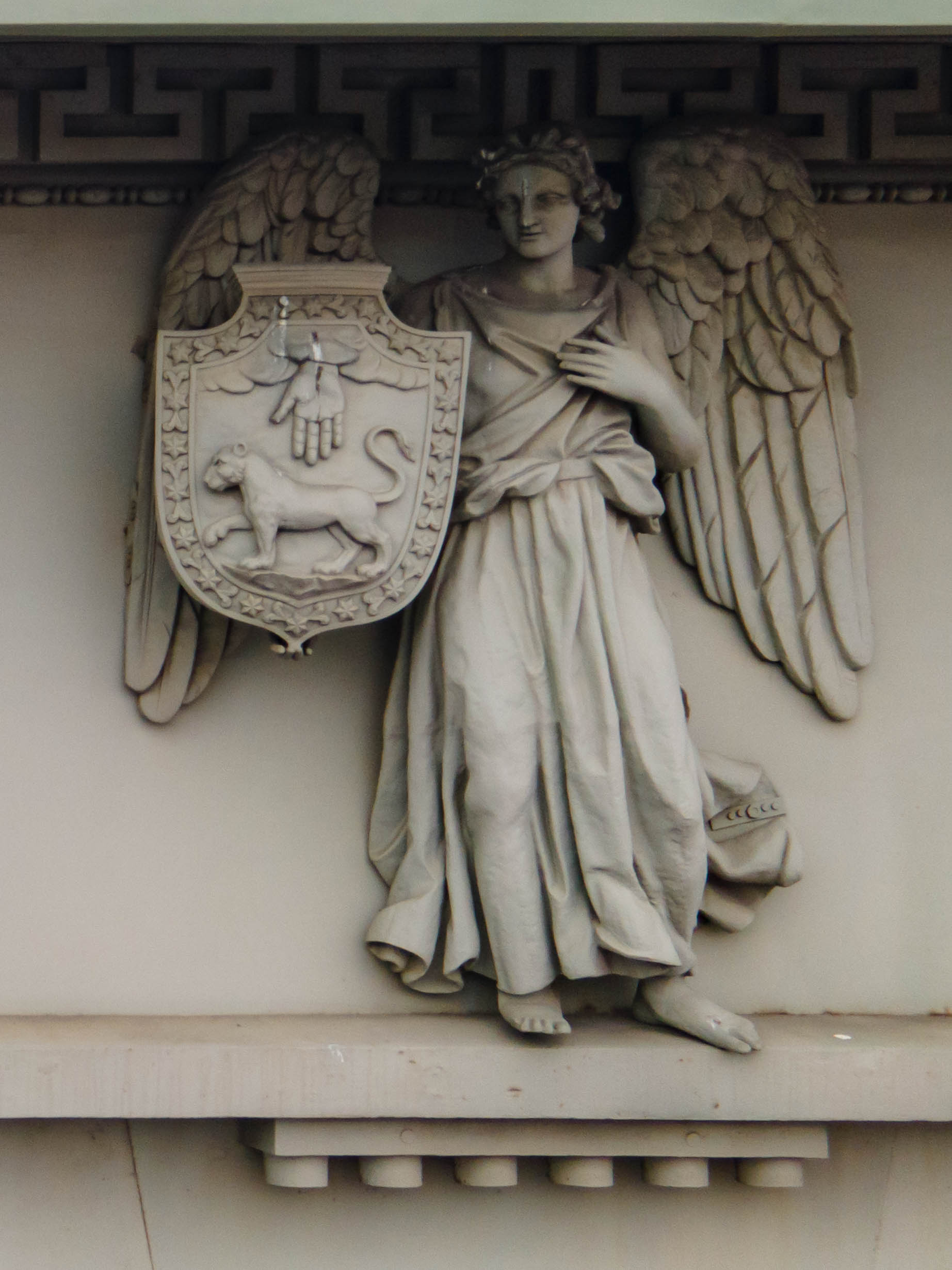
Псковская губерния
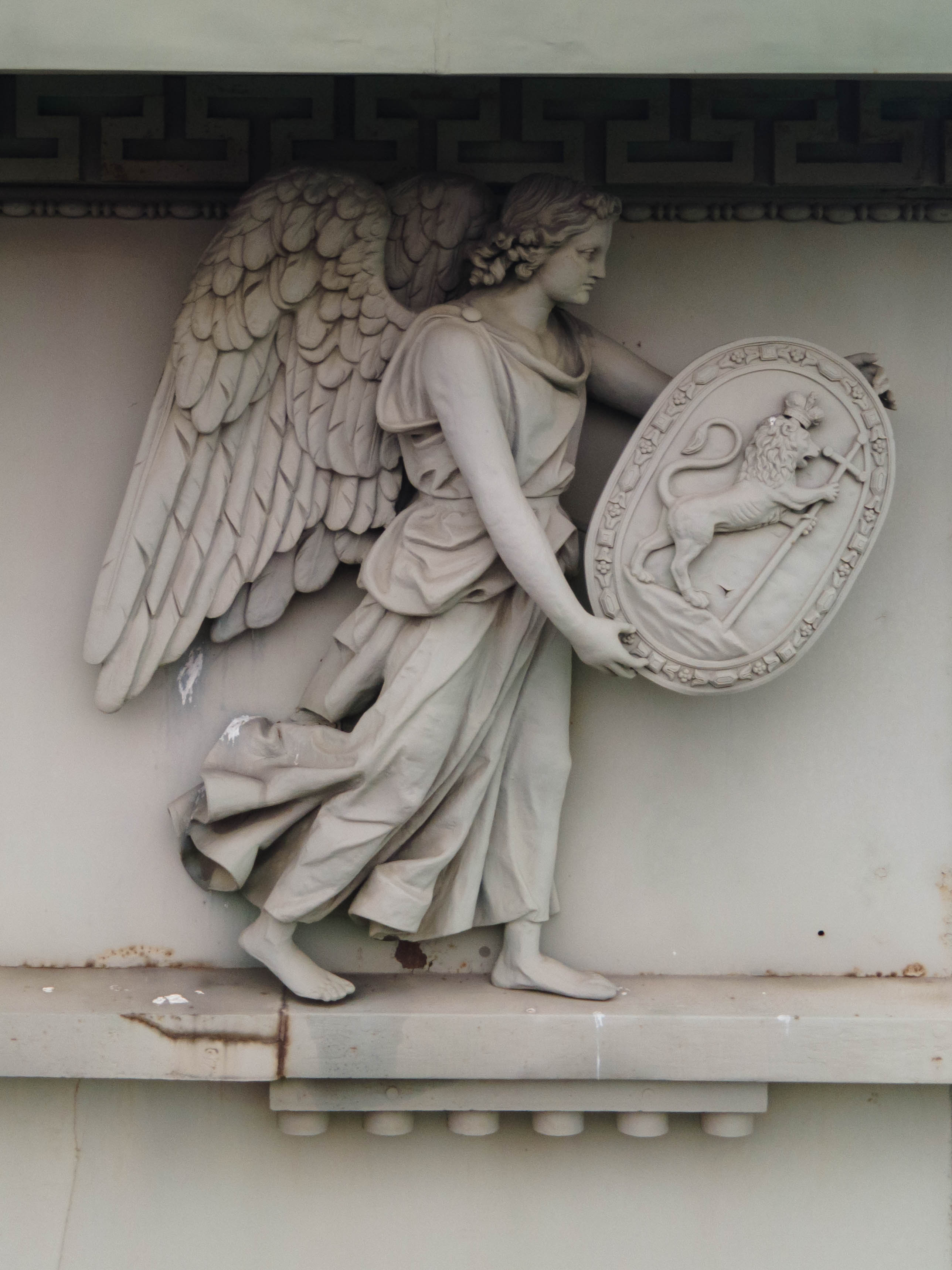
Владимирская губерния

Южная сторона

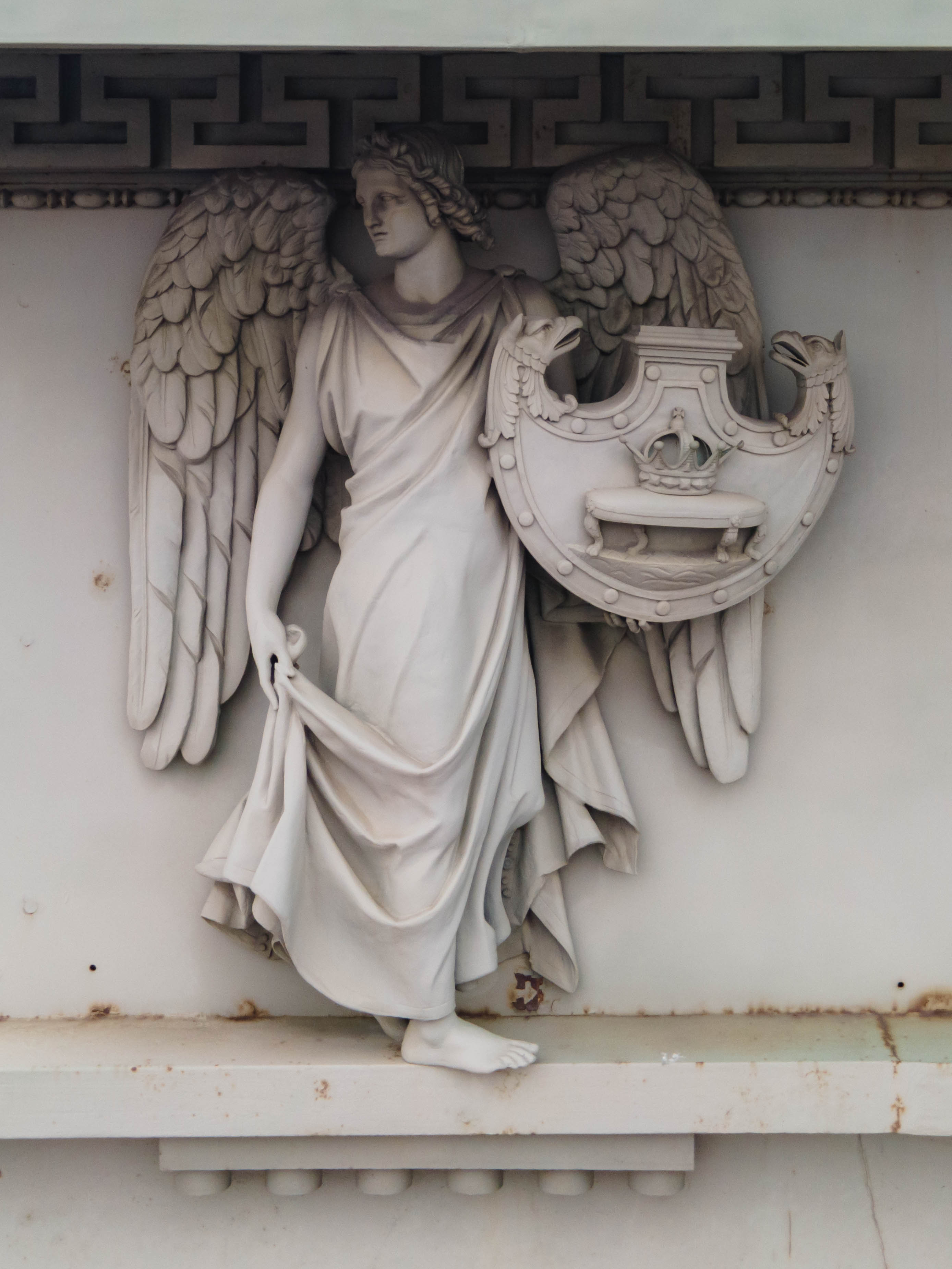
Тверская губерния
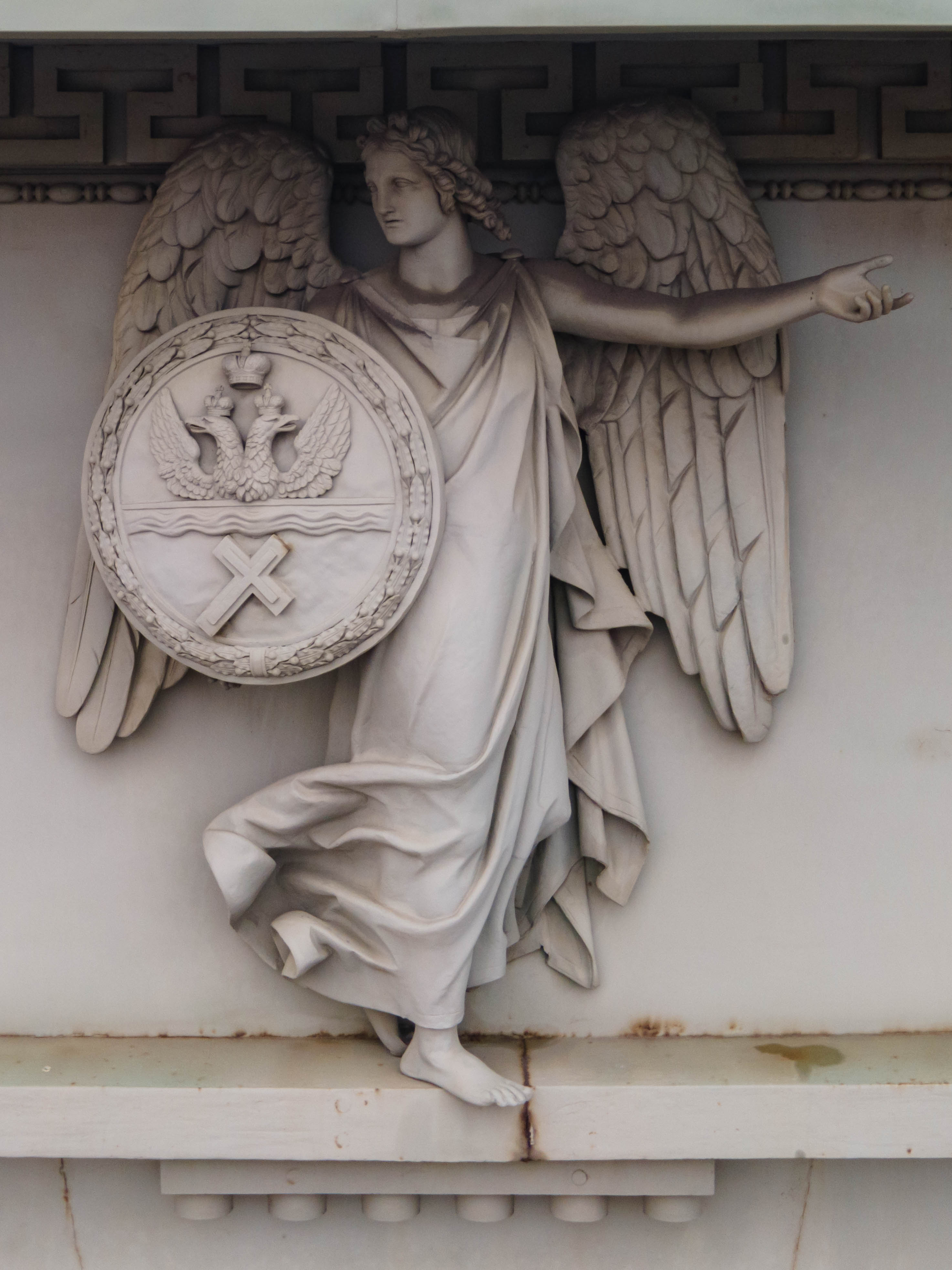
Оренбургская губерния
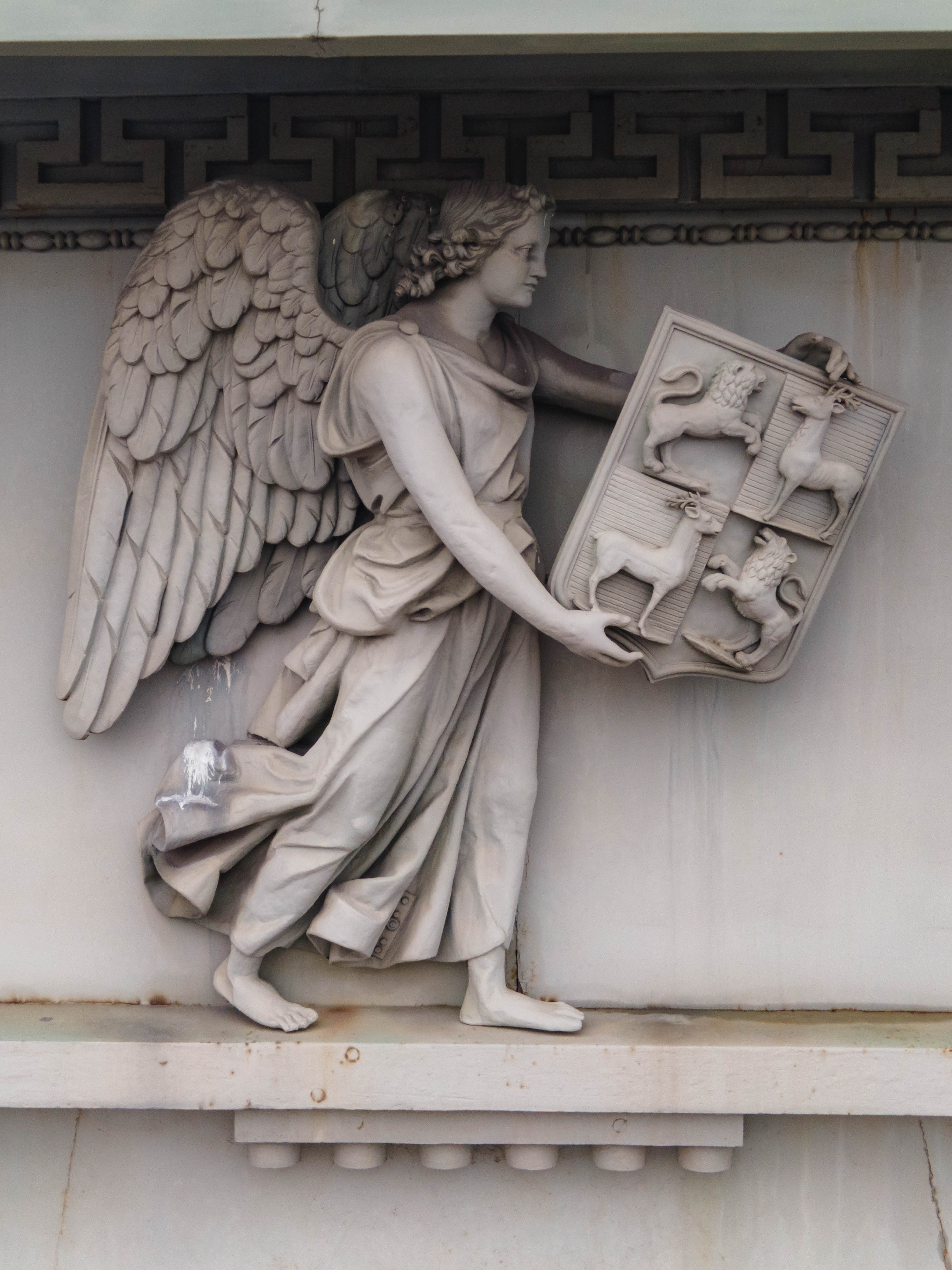
Курляндская губерния
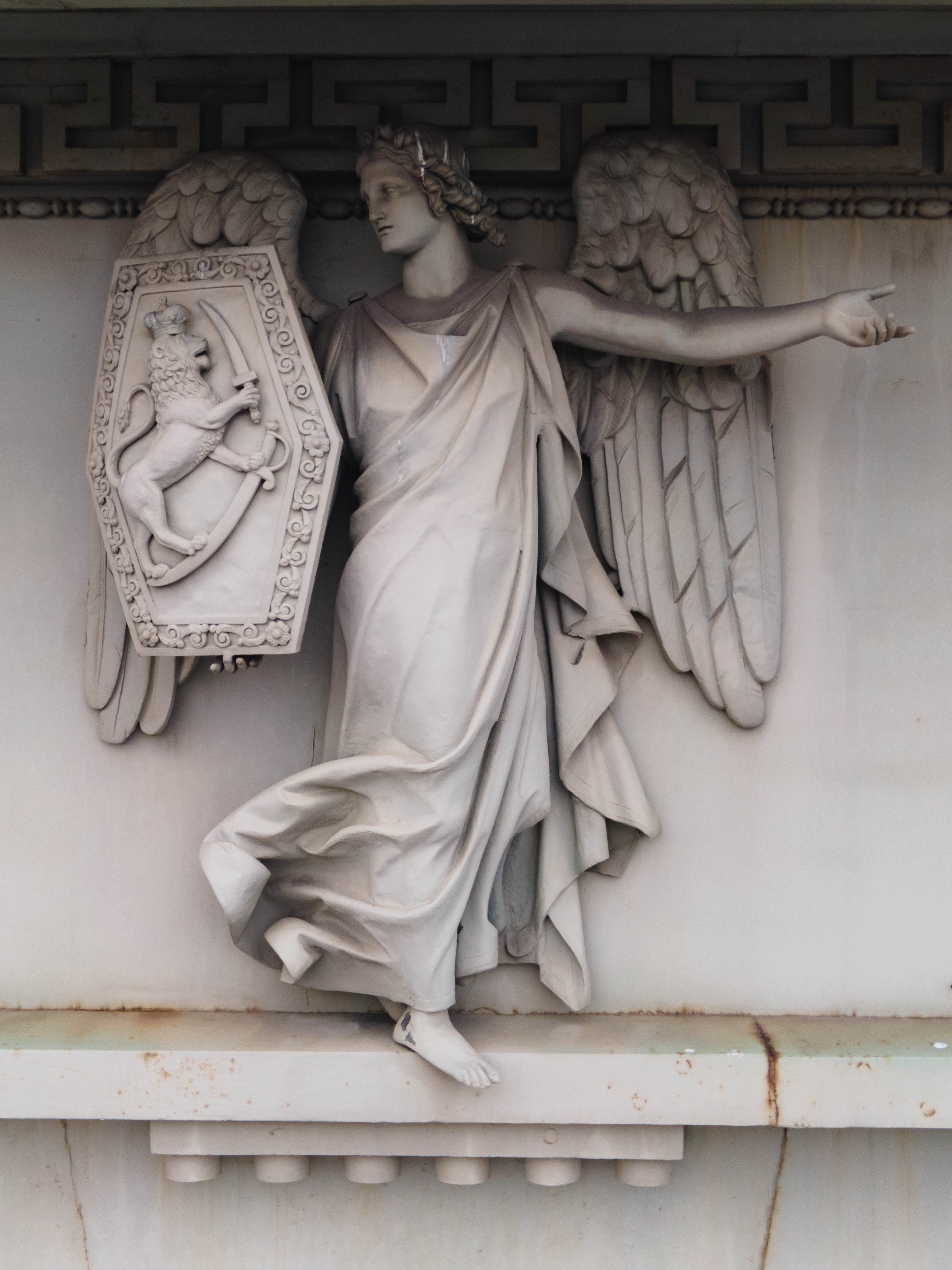
Великое княжество Финляндское
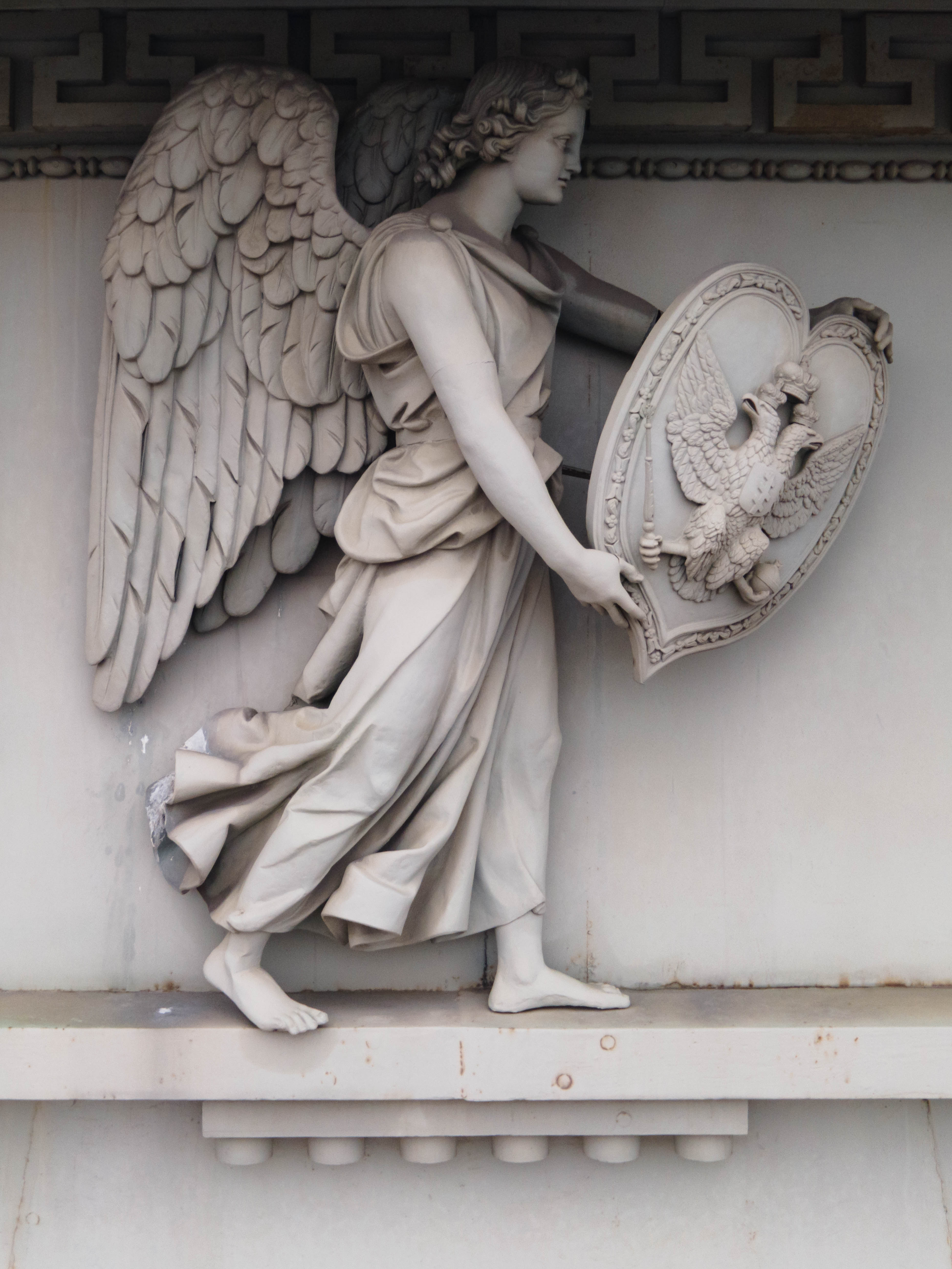
Таврическая губерния
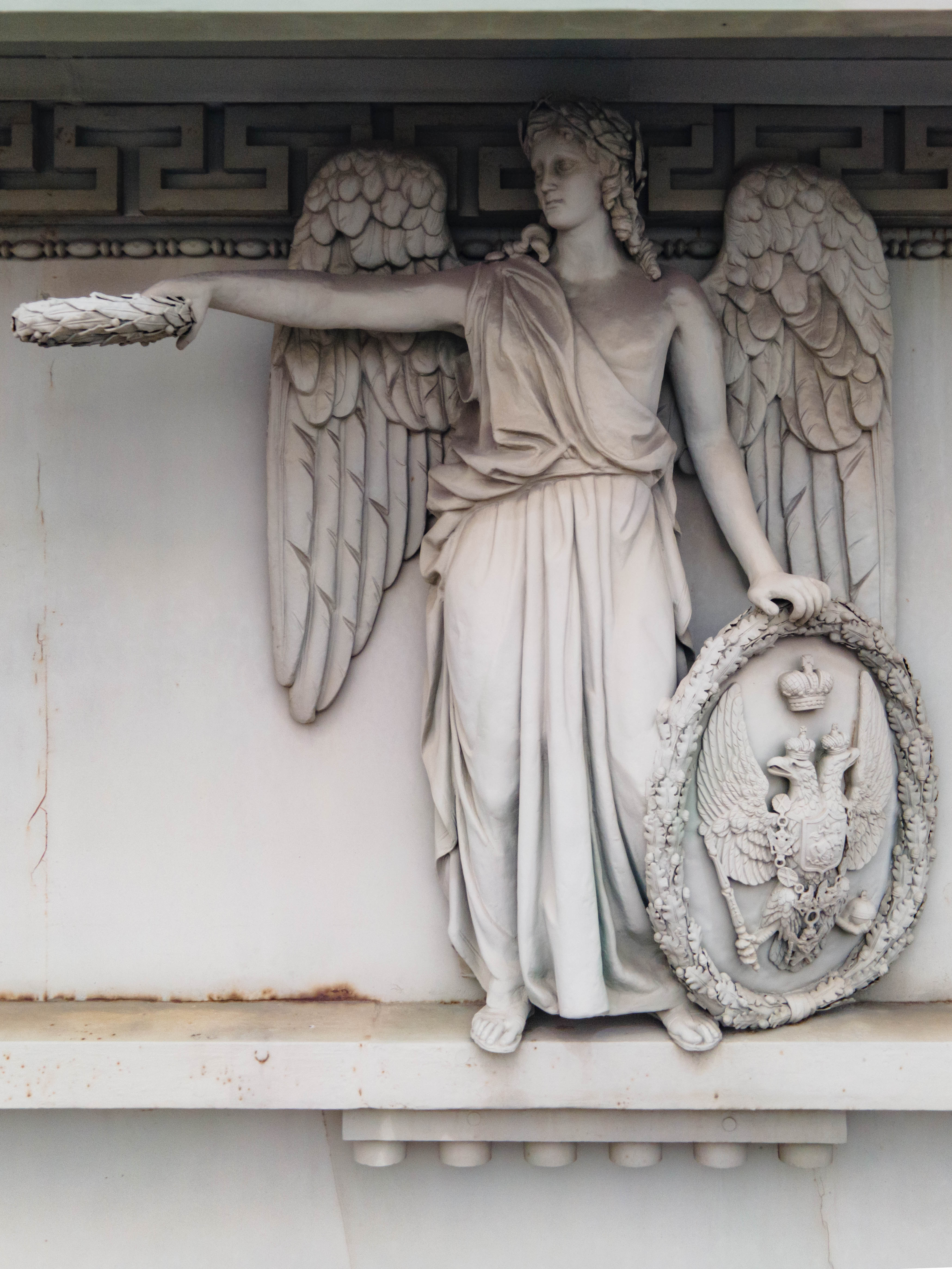
Российская империя
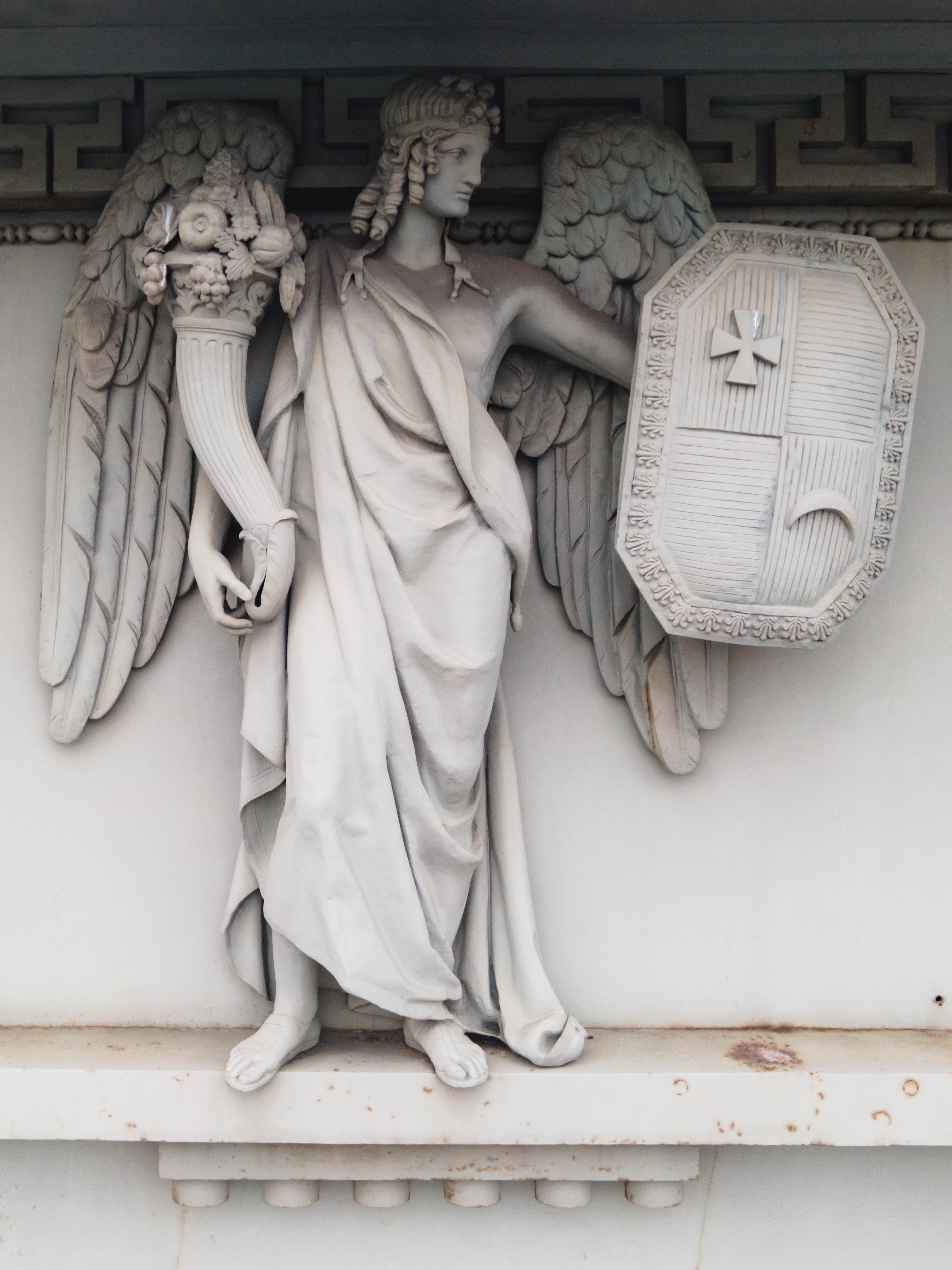
Костромская губерния
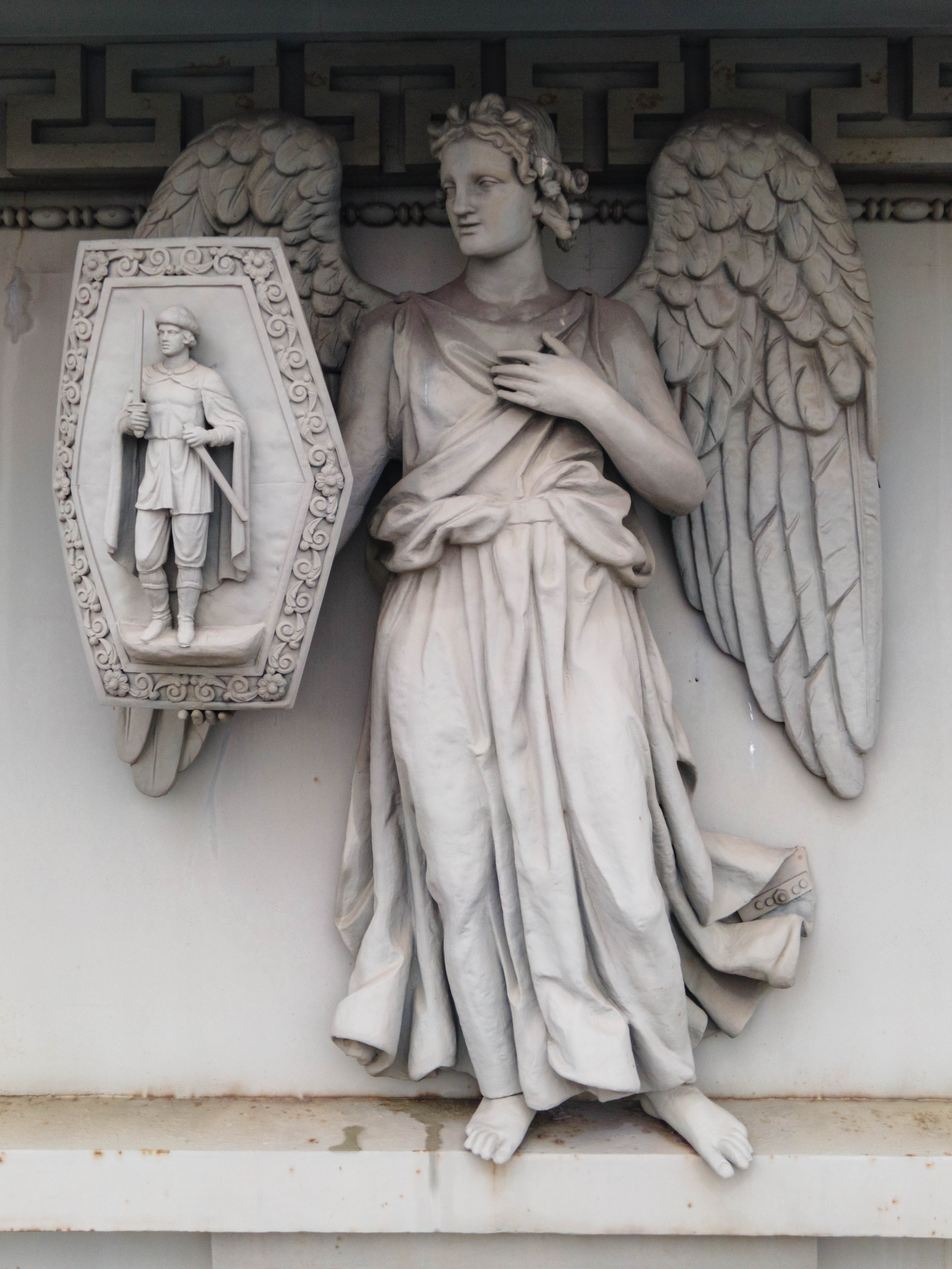
Рязанская губерния
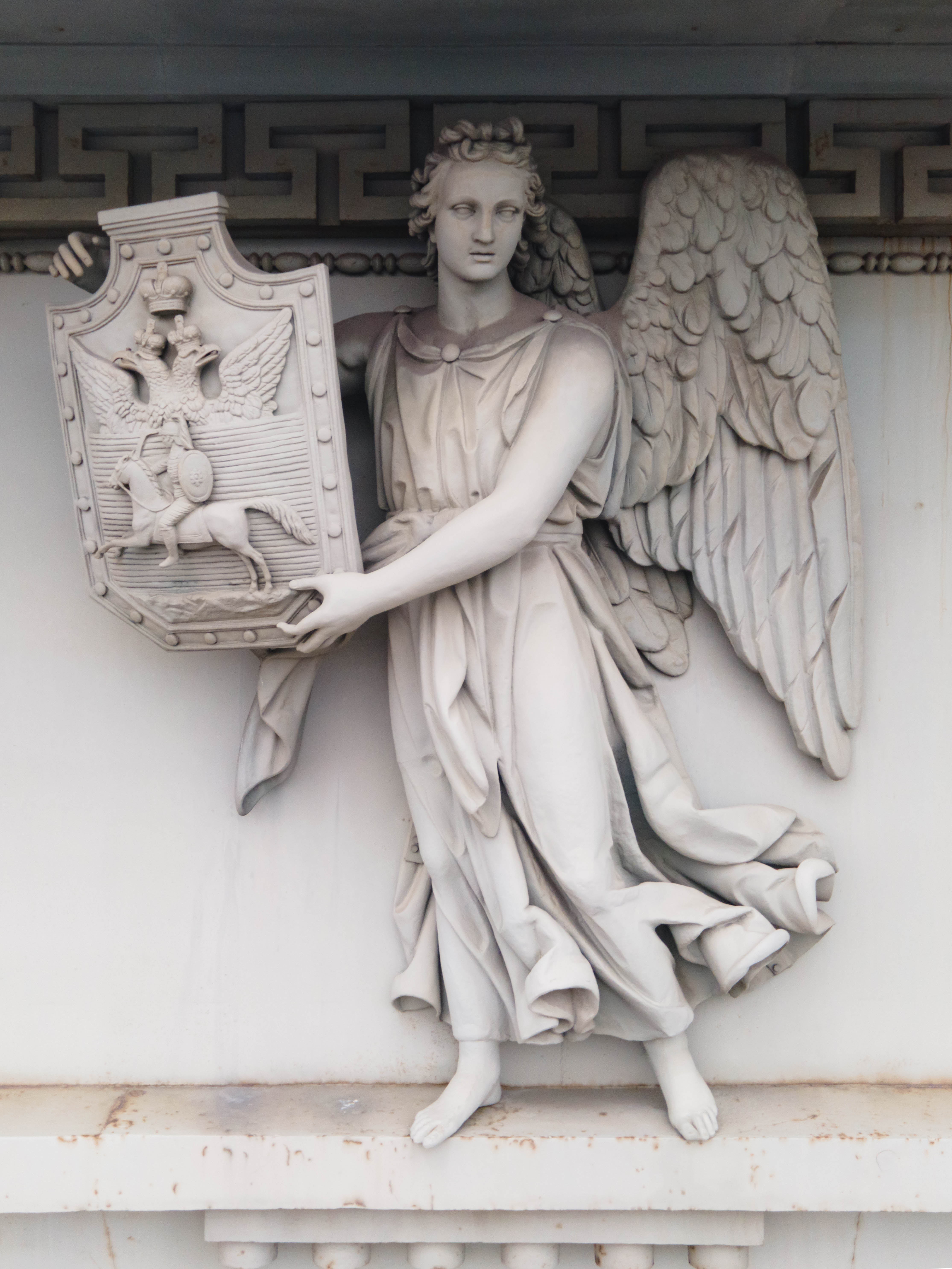
Витебская губерния
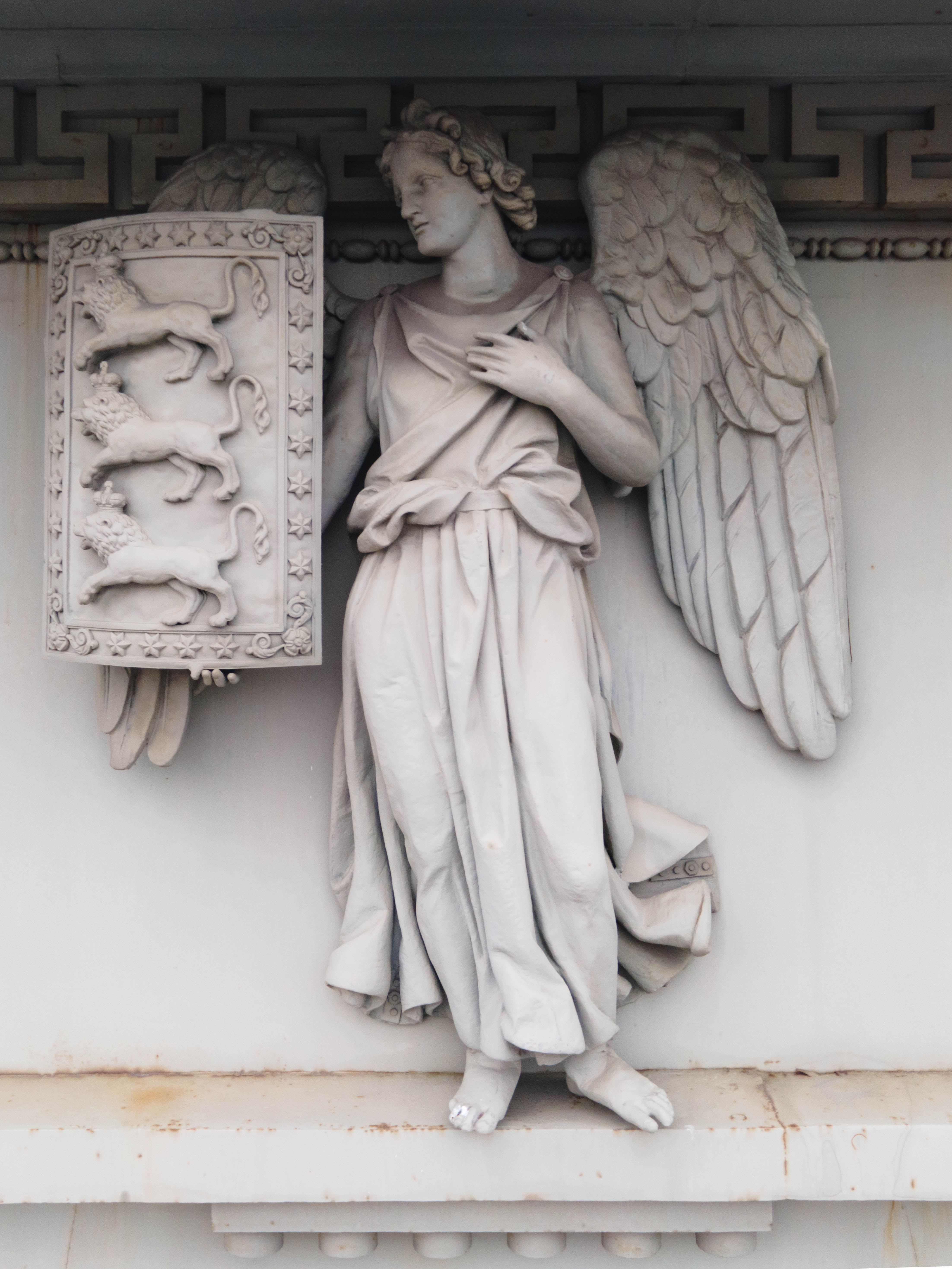
Эстляндская губерния
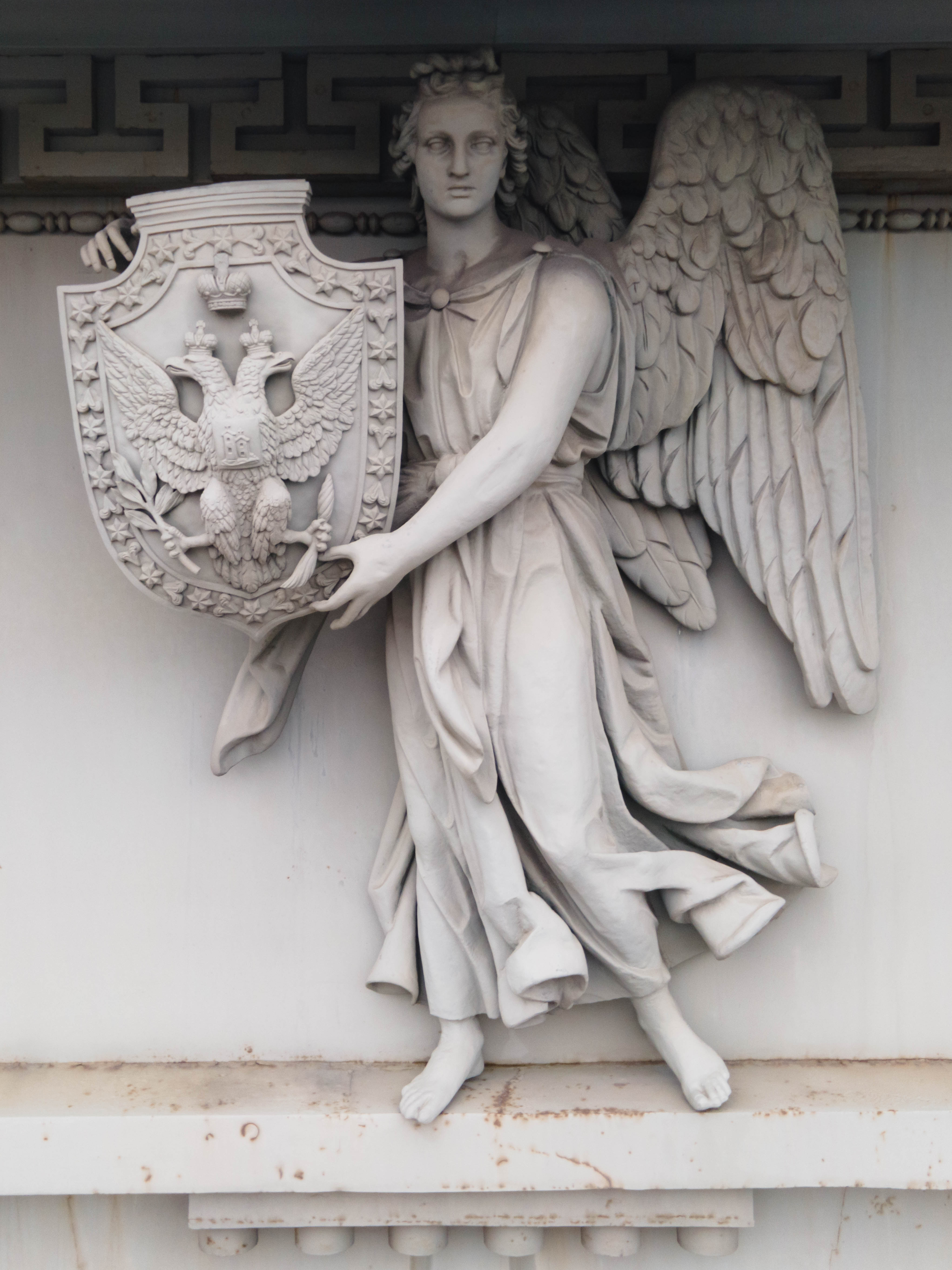
Херсонская губерния
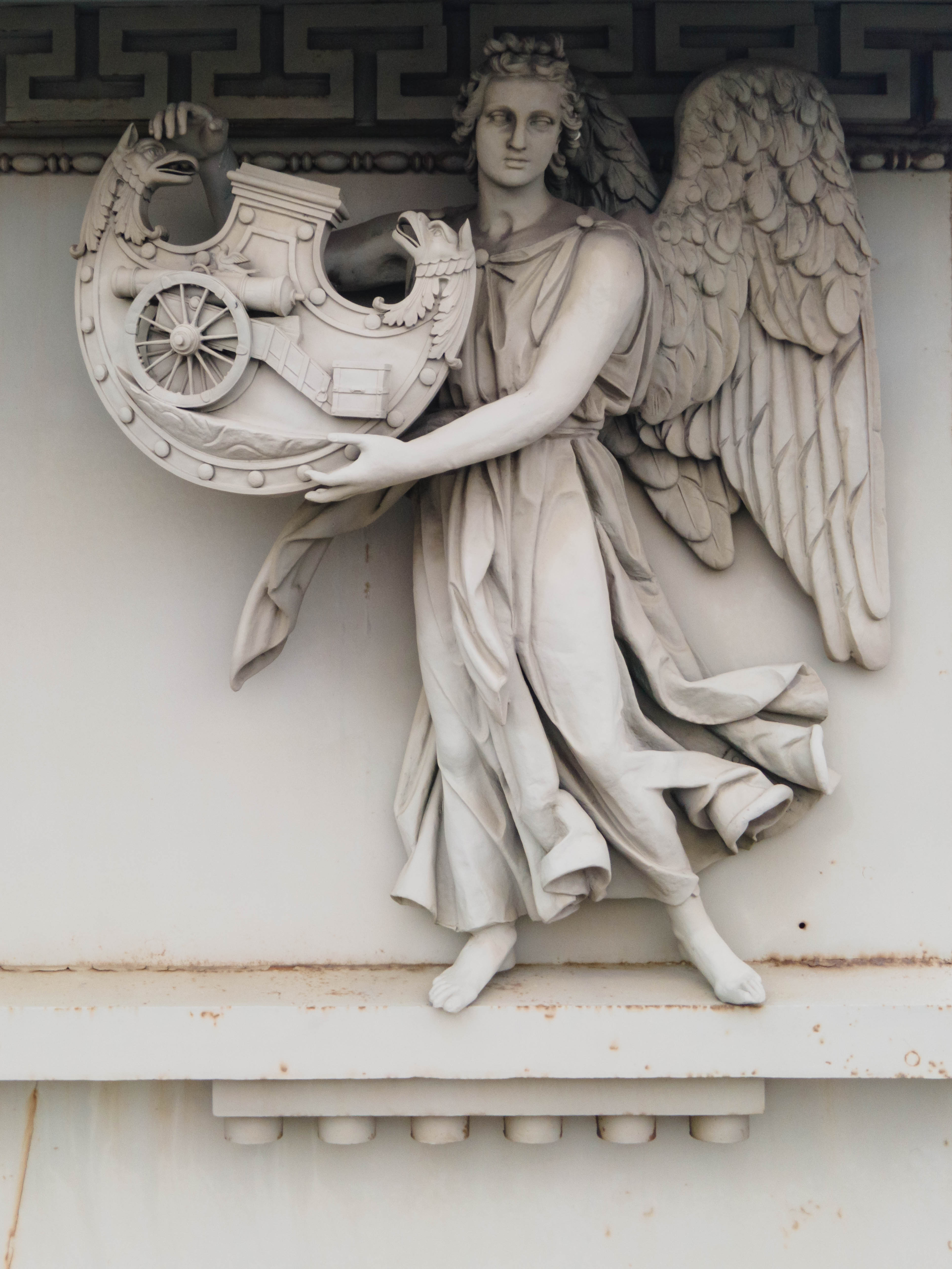
Смоленская губерния

Восточная сторона

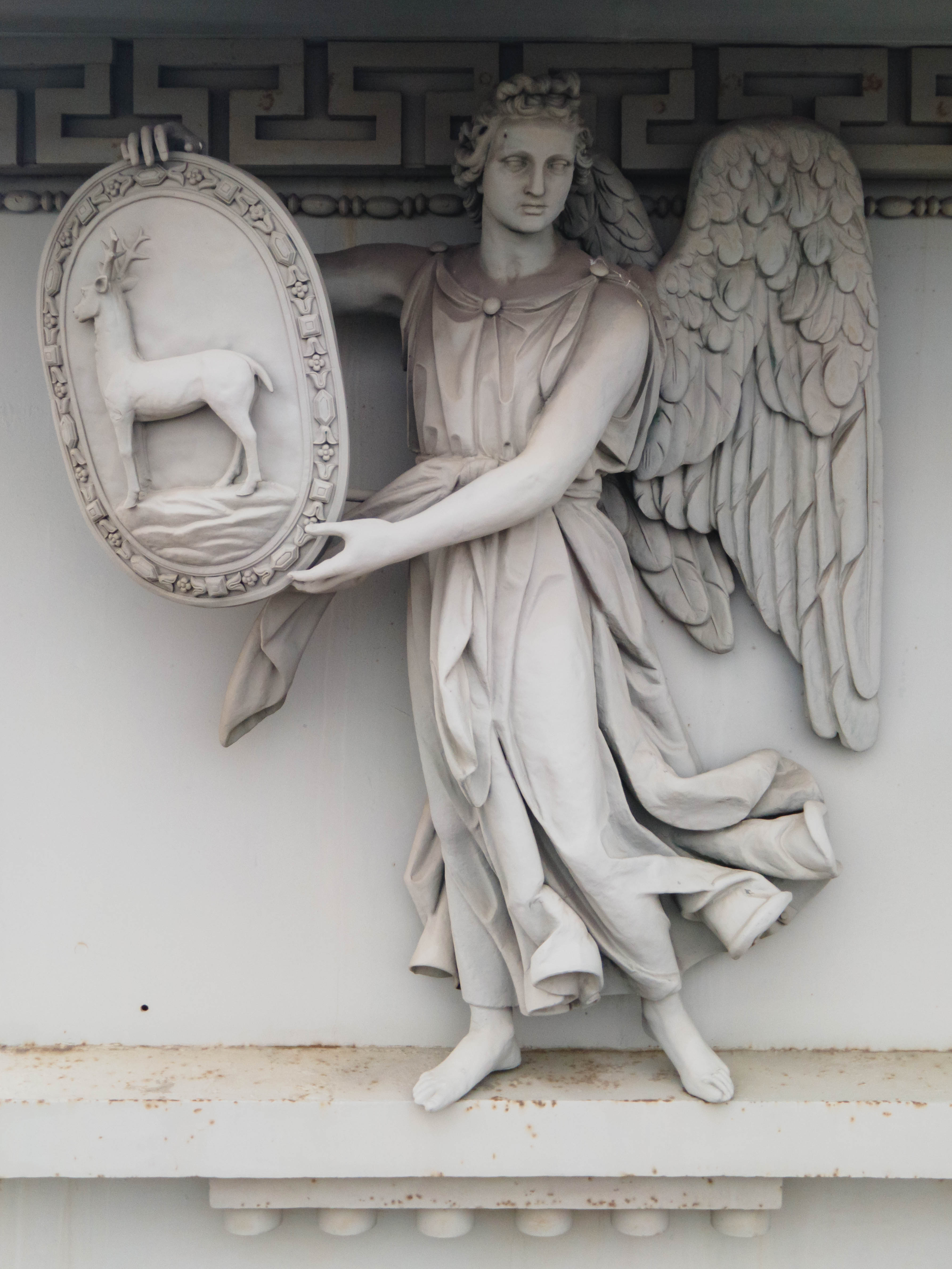
Нижегородская губерния
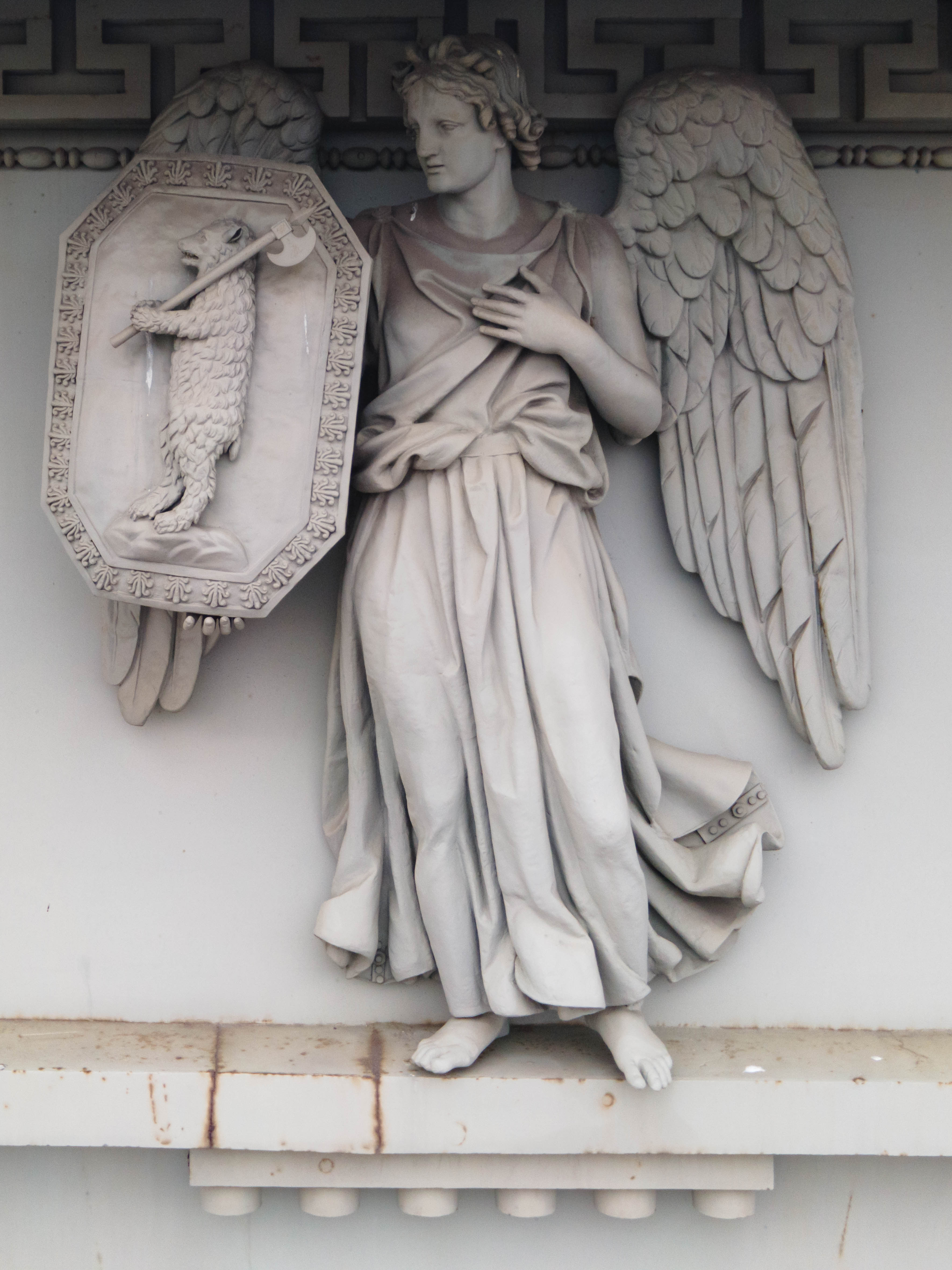
Ярославская губерния
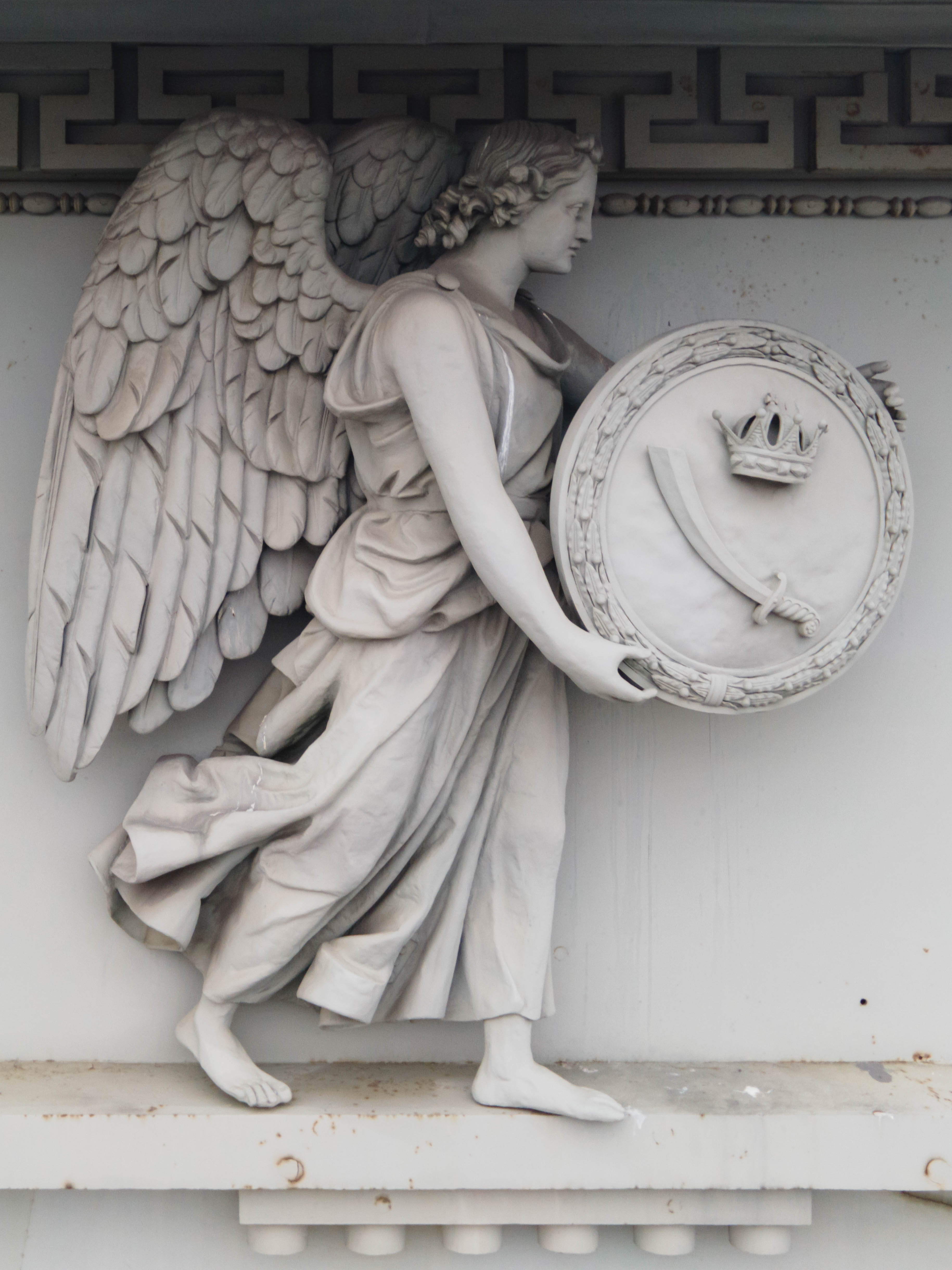
Астраханская губерния

13 (25) мая Стасов представил в строительную комиссию два варианта размещения надписей в аттике ворот: в 4 строки с буквами высотой 5 вершков и междустрочным интервалом 3 вершка либо же в 3 строки с буквами высотой 7 вершков и междустрочным интервалом 3,5 вершка. Для определения предпочтительного варианта на лесах были закреплены частичные модели надписей в обеих вариациях, и по итогу комиссия выбрала трёхстрочный вариант. Шаблоны надписей на русском языке и на латыни исполнил по приглашению Стасова Василий Собольщиков, после чего по этим шаблонам Александровским заводом литеры были отлиты из меди, позолочены и закреплены в аттике ворот: на стороне, обращённой к Москве, — русский текст, а к Петербургу — латинский, перевод для которого был сделан ректором Дерптского университета Фридрихом Нейе.
Тогда же Орловский по собственной инициативе взялся за разработку эскизов скульптурной группы, изображавшей князя Александра Невского, которую предлагалось установить на аттике. Эта идея вызвала сильное неприятие у Стасова, который 3 (15) ноября отправил императору два варианта чертежей: по первоначальной задумке и с вышеупомянутой скульптурной группой, настаивая на первом варианте. По мнению архитектора, такая деталь совершенно не вписывалась в композицию ворот, задуманных им по образу и подобию афинских пропилей. Первоначально Николай I воздержался от решения, так как не видел эскизов Орловского, к декабрю же, в связи со смертью скульптора, этот вопрос был забыт и более не поднимался.

#### Кордегардии и оформление заставы
Первые работы по строительству кордегардий — выемка земли под фундамент — были начаты одновременно с завершающим этапом строительства фундамента ворот, 19 апреля (1 мая) 1835 года. Так как даже в неглубоком котловане в один аршин собиралась вода, были выкопаны рвы глубиной в два с половиной аршина для её отвода. Как и для ворот, фундаменты для кордегардий были выполнены без свай из тосненской бутовой плиты, скреплённой песчано-известковым раствором, этот же раствор использовали в дальнейшем при кладке кирпичных стен. Цоколи кордегардий и оград за ними же были выполнены из путиловской плиты. К концу строительного сезона стены кордегардий были закончены, сверху была сооружена кровля из листового железа на стропилах с обрешёткой.
В сезон 1836 года в кордегардиях велись отделочные работы, были завершены кровли и начата штукатурка наружных стен, продолженная в следующий сезон. Уже в процессе стройки, вопреки первоначальному замыслу, погреба и верхние этажи в кордегардиях были сделаны жилыми, на дворах были построены конюшни и другие служебные постройки. Сезон 1837 года был отведён для отделочных работ в кордегардиях. Внутренние и наружные стены были побелены пудожской известью, в подвалах были сделаны кирпичные полы «в ёлку», а во всех остальных помещениях — дощатые. Задуманные проектом балюстрады были заменены парапетами из кровельного железа: над угловыми башнями их сделали вырезными, а между ними — гладкими. При этом строительная комиссия отмечала сильные задержки в графике строительства и требовала ускорить работы и закончить их к середине сентября. Подобное ускорение не пошло на пользу, и почти сразу после окончания работ штукатурка стала отваливаться во многих местах как снаружи здания, так и в помещениях, что Стасов объяснил сыростью от некачественной гидроизоляции берегов Лиговского канала. В ходе последовавшего ремонта штукатурка была уложена заново, а в подвалах заменена на дощатую облицовку стен. А 30 сентября (10 октября) последовало распоряжение Николая I перекрасить кордегардии в тот же цвет, которым на тот момент окрашивали фасады Зимнего дворца: краска была составлена из негашёной охры, мумии и олонецкой земли и доставлялась прямо от дворца, на тот момент восстанавливавшегося после пожара. К середине октября кордегардии были преимущественно завершены, к концу месяца завершилась и их перекраска.
Примерно к этому же времени относится проект ограды, задуманной к установке по линии от ворот к кордегардиям и от тех полукругом до моста через Лиговский канал. Проектный чертёж решётки был высочайше утверждён в Петергофе 16 (28) июля 1837 года и передан Александровскому заводу, который сразу начал их изготовление и установку. Последние секции решёток были смонтированы в сентябре 1838 года, тогда же по углам цоколей было вкопано 12 чугунных тумб и столько же полутумб для защиты от ударов проезжающими экипажами. 12 (24) сентября 1838 года вышло предписание министра финансов изготовить две чугунные скамьи для установки в боковых пролётах ворот для отдыха пешеходов и четыре фонарных столба для освещения ворот и моста через Лиговский канал, что стало последним заказом Александровскому заводу для заставы. Фонари же были изготовлены механиком Бахом в Полицейском депо Санкт-Петербурга и установлены в следующем порядке: по 2 фонаря на 2 ажурных чугунных столба между колоннами сбоку от центрального проезда, по фонарю при входах в кордегардии, между колоннами, 2 фонаря на ажурных чугунных столбах у моста через канал и один — на деревянном столбе у шлагбаума.
От ворот до моста через Лиговский канал была устроена дорога шириной в 4 лошади с тротуарами в две лошади по обе стороны. С загородной стороны ворот приблизительно в 9 саженях от них был поставлен деревянный шлагбаум с будкой для часового, дорога от шлагбаума до ворот была ограничена деревянным барьером. Уровень грунта возле ворот и кордегардий был поднят с устройством откосов, которые на съездах дорог были вымощены камнем, в остальных же местах укреплены дёрном. Объездные дороги, построенные на время строительства, были отремонтированы и оставлены для перегона скота. Общая смета на строительство составила 1 108 197 рублей 31 копейку, из которых на долю, исполненную Александровским заводом, пришлось 794 904 рубля 69 копеек.

### Эксплуатация
25 марта здание восточной кордегардии было передано в Таможенное ведомство Министерства финансов, и в нём была размещена пограничная стража.
Церемония открытия ворот состоялась 16 (28) октября 1838 года в присутствии всех основных участников строительства: архитектора Стасова, директора Александровского литейного завода и членов строительной комиссии. Все они получили в ознаменование завершения строительства денежные награды, на что из казны было выделено 220 000 рублей, а ещё 2000 рублей было роздано мастеровым Александровского завода. В ознаменование постройки ворот генералам, принимавшим участие в Турецкой, Польской и Персидской кампаниях, и некоторым другим лицам были вручены бронзовые, серебряные и золотые медали работы гравёра-медальера Генриха Губе. Медаль была прямоугольной, со срезанными углами, и имела ширину 83 мм, а высоту — 60 мм. На аверсе медали изображён вид на ворота и перспективу за ними, причём пейзаж за воротами был составлен из реальных зданий Петербурга, расположенных в случайном порядке: Казанского собора, лютеранской церкви Петра и Павла, Троице-Измайловского собора и других. По нижней части аверса указаны имена архитектора ворот — Стасова, автора рисунка — Алексеева — и гравёра. На реверсе повторена надпись-посвящение с аттика ворот, помещённая между двумя арматурами, скопированными с трофеев, установленных по углам антаблемента ворот. Под левыми трофеями указан год закладки ворот, под правыми — завершения, а посередине в нижней части медали указано имя художника — Кучкина.
1 (13) ноября ворота и западная кордегардия были сданы в ведение комитета городских строений.

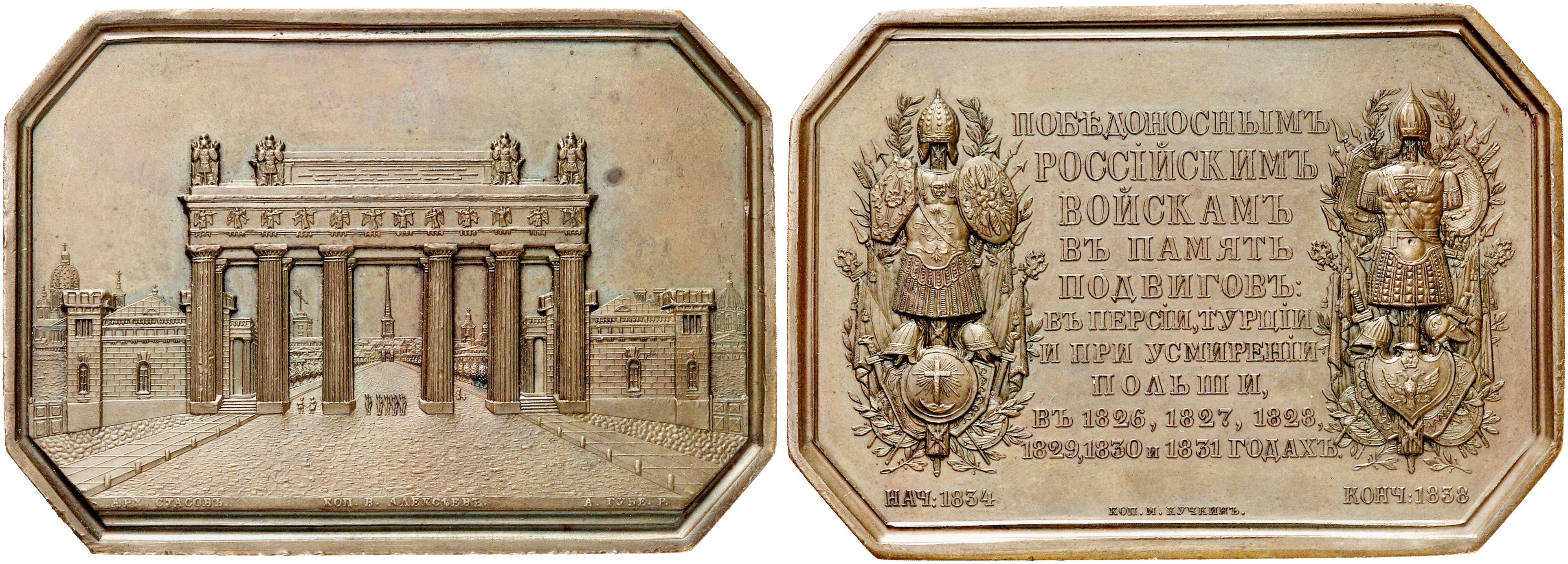
Медаль, выпущенная в честь открытия ворот

В 1866 году Высочайшим повелением военный караул у Московских ворот был упразднён, а кордегардии годом позже были переданы в Морское ведомство и использовались для размещения нижних чинов вместо морских зданий в Галерном селении. В числе прочих в этих казармах размещались артиллерийские команды, участвовавшие в опытных стрельбах на Волковом поле. В августе 1868 года к Московским воротам со стороны города была проложена линия конки, перед въездом на заставу была устроена конечная станция с оборотом, а чуть севернее — коночный парк.
5 (17) сентября 1878 года ворота и площадь вокруг них стали местом встречи членами императорской семьи и населением столицы Егерского лейб-гвардии полка, возвращавшегося с победой с русско-турецкой войны. Дома вдоль Забалканского проспекта были украшены торжественными знамёнами, коврами, флагами и цветами; со стороны города у ворот были повешены гирлянды, а на подъезде к Обводному каналу соорудили временную триумфальную арку. Сами ворота по верху были украшены большим количеством флагов, посередине установили хоругвь с императорским штандартом. Помимо украшения, для этого мероприятия приспособили площадку перед воротами со стороны пригородов: казарму на западном краю приготовили для приёма членов императорской семьи, вдобавок установив по сторонам от неё бюсты императора и императрицы; установили по двум сторонам от казармы полудугообразные амфитеатры для зрителей, обитые красным сукном; у выезда с этой площадки к воротам установили четыре колонны, увитые гирляндами и перетянутые между собой сетками с живыми цветами, а рядом с колоннами установили хоругви с названиями участвовавших в войне полков и мест их подвигов.

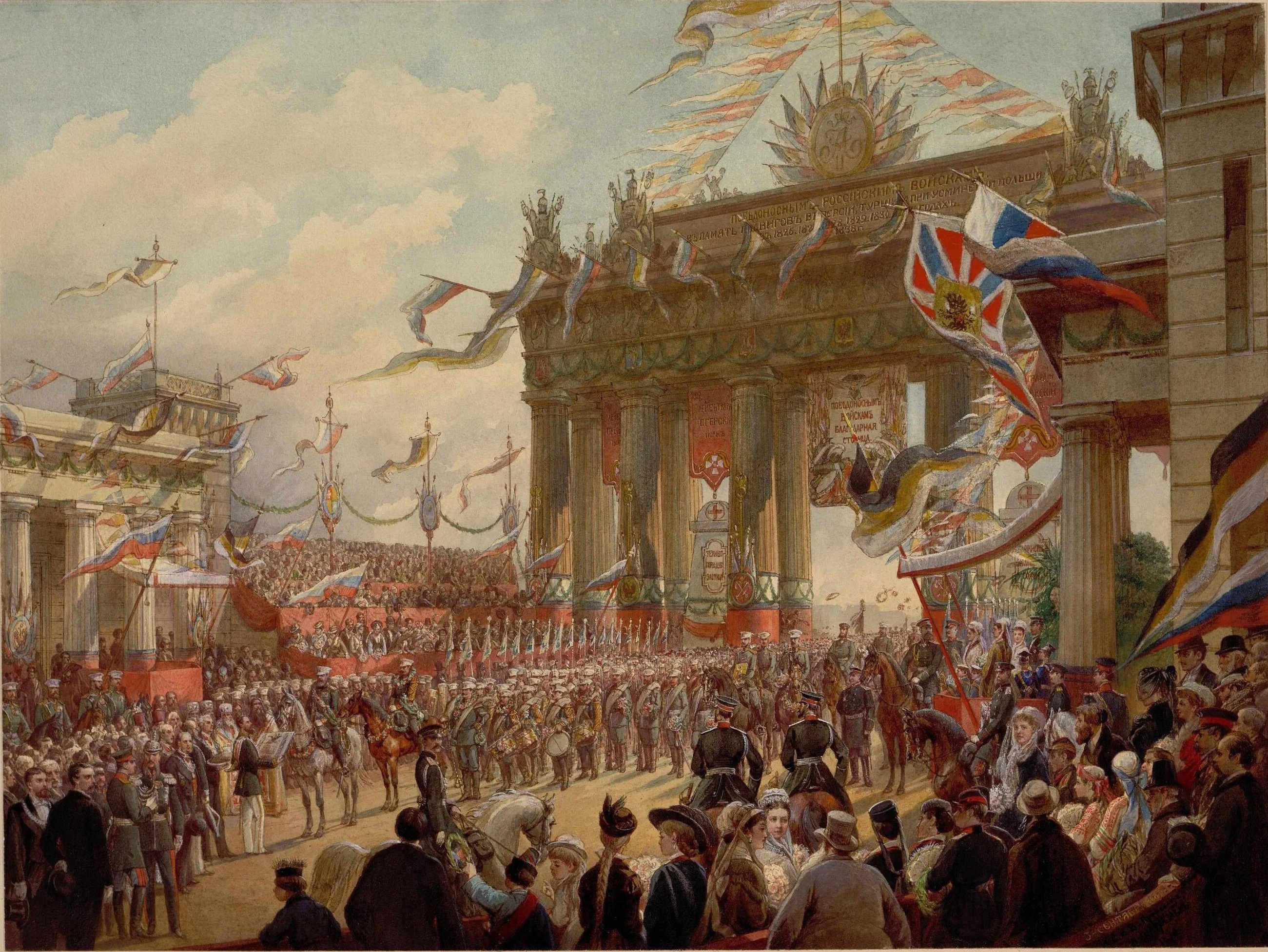
Торжественная встреча городскими властями и духовенством войск гвардии у Московских ворот 3 сентября 1878 года. А. Шарлемань

Весь путь от последнего места ночёвки полка между Колпино и Славянкой вдоль дороги колонны солдат встречали жители, бросавшие цветы и венки, так что когда к полудню полк подошёл к Московской заставе, практически у каждого воина штык был ими украшен. По прибытии на площадку перед воротами полк выстроился для парада и в присутствии многих официальных лиц, духовенства, штабных чинов и членов императорской семьи наследник престола цесаревич Александр совершил объезд полка, приветствуя каждый батальон и благодаря его за службу. После этого полк тронулся через ворота к своим казармам, остановившись ненадолго возле чинов духовенства на молитву, которую провёл митрополит Исидор.
В конце 1879 года стрельбы Морского министерства перенесли с Волкова поля на Охтинское, а здания кордегардий по соглашению с Морским министерством 29 декабря 1879 (10 января 1880) года были возвращены городу. Городская дума приняла решение разместить в кордегардиях полицейский архив. Для этого 22 января (3 февраля) архитектором пятого городского строительного участка Геккером здания были осмотрены, по результатам чего 8 (20) мая начальником технической части градоначальства генерал-майором Мровинским был сделан доклад о состоянии зданий и необходимых переделках, которые включали в себя пробитие новых окон, демонтаж печей на этажах, устройство винтовой лестницы и расширение помещений за счёт ограждения стенами портиков. После долгих обсуждений, в 1883 году, проект был признан слишком дорогостоящим, так что для полицейского архива было приспособлено здание на Екатерининском канале. После этого долгое время здания кордегардий пустовали.

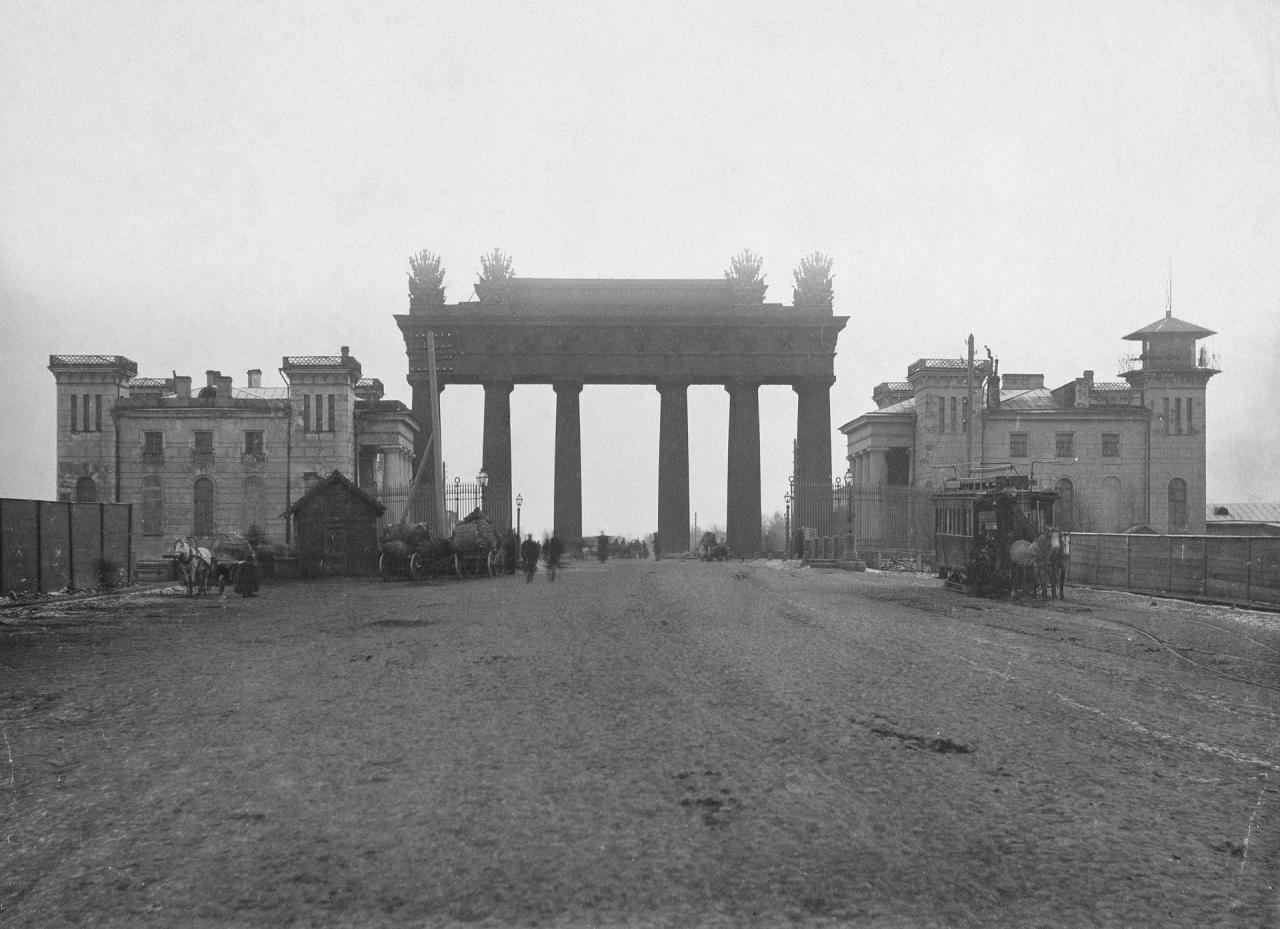
Вид на ворота со стороны города; в кадре вагон конки, фото Карла Буллы, 1890-е годы

К 1886 году город вырос, и обширные участки вдоль дороги на Москву за Московской заставой оказались застроены. Поэтому 1 (13) июля на заставе был основан постоянно действующий пожарный резерв, получивший наименование Заставного. Под его нужды было переоборудовано здание западной кордегардии, что включало надстройку одной из угловых башен пожарной каланчой и пристройку конюшни и туалета с проходом из здания через коридор. Работы обошлись городской казне в 9840 рублей.
Здание восточной кордегардии не использовалось вплоть до 1894 года. 30 октября (12 ноября) туда по инициативе своего попечителя архитектора Китнера въехала отпраздновавшая 20-летний юбилей Школа десятников, для чего в практически руинированном здании прошёл капитальный ремонт. Школа принимала строительных рабочих, имевших образование не ниже начального и не менее 4 лет опыта работы, и обучала их до уровня десятника, то есть старшего над группой рабочих. Здание было отдано школе в аренду на 4 года. 4 (16) января 1895 года была освящена временная деревянная церковь во имя Преображения Господня, построенная по инициативе обер-прокурора Святейшего Синода Владимира Саблера между воротами и западной кордегардией. В 1897 году неподалёку было начато строительство постоянного каменного храма, после завершения которого, в 1901 или 1902 году, деревянную церковь разобрали. 14 (27) июня 1901 года совет школы обратился к городскому голове с просьбой отдать им в пользование участок земли с восточной стороны кордегардии для организации сада; в обращении совет отмечал, что на тот момент участок был облюбован бродягами, которые не только портили вид местности, но и промышляли грабежом и кражами имущества школы. В обращении также упоминалось, что аналогичный участок с западной стороны от западной кордегардии отдан пожарной части, и на тот момент на нём был разбит сад.

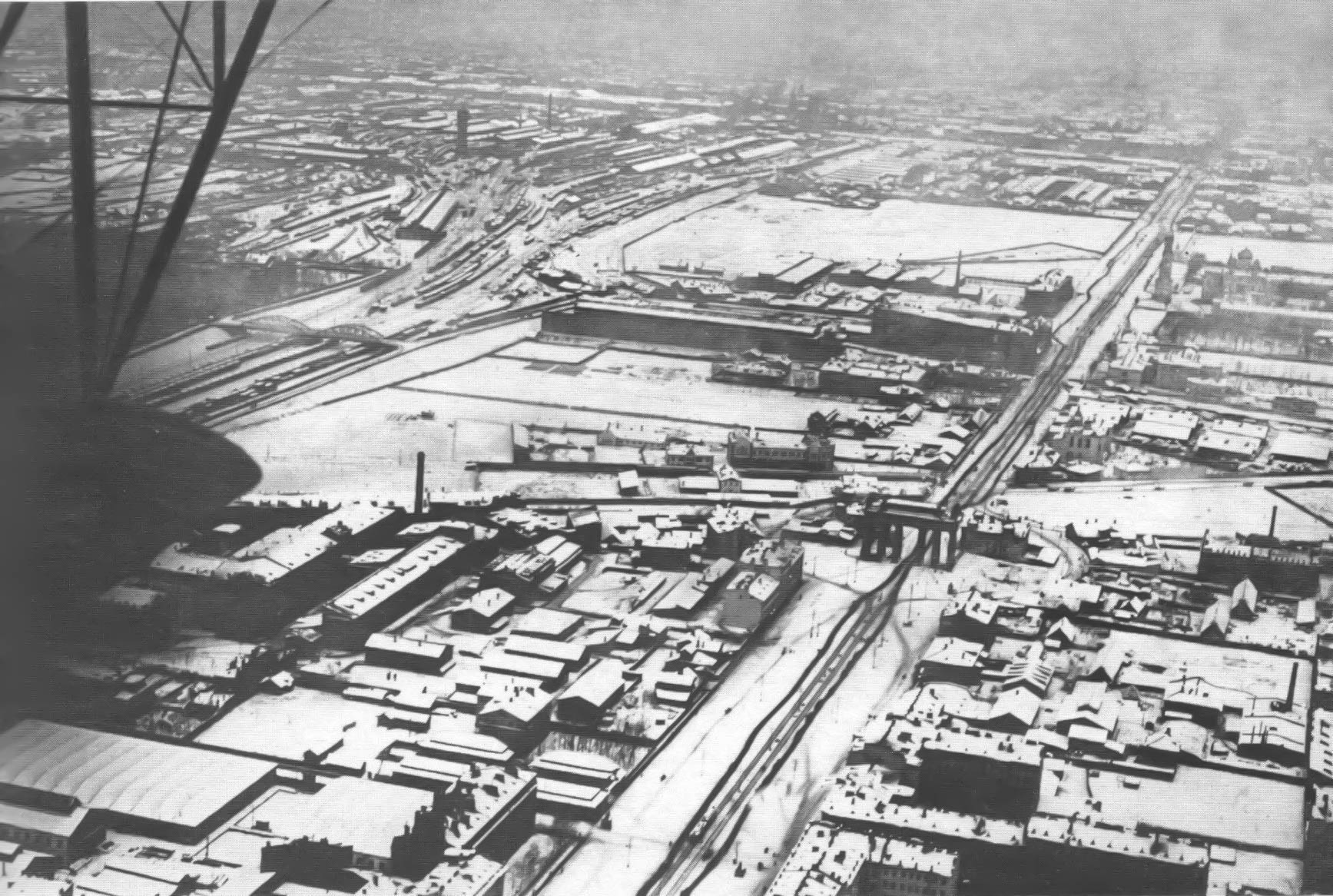
Вид на Забалканский проспект и ворота с борта «Ильи Муромца». Фото Александра Раевского, 1914 год

В 1907—1908 годах в связи с необходимостью устройства трамвайной петли вокруг Московских ворот деревянные объездные мосты были заменены на бетонные трубы. В 1909 году трамвай на Забалканском проспекте заменил конку, линию продлили до Рощинской улицы, проложив пути вокруг ворот и кордегардий.
После Октябрьской революции, в 1918 году, Московские ворота были признаны памятником государственного значения. Тогда же надписи на воротах о победах русских войск были признаны идеологически устаревшими и демонтированы. 9 марта 1919 года возле ворот был установлен бюст Гарибальди, выполненный латвийским скульптором Карлом Зале. На открытие собралось большое количество народа, представители Петроградского совета, делегации от различных ведомств, Народного комиссариата просвещения и иностранные делегаты. Народный комиссар просвещения Анатолий Луначарский произнёс речь, сообщив собравшимся о создании III Коммунистического интернационала. В октябре того же года, в ходе оборонительных мероприятий в условиях наступления Северо-Западной армии на Петроград, внутри ворот была сооружена баррикада.

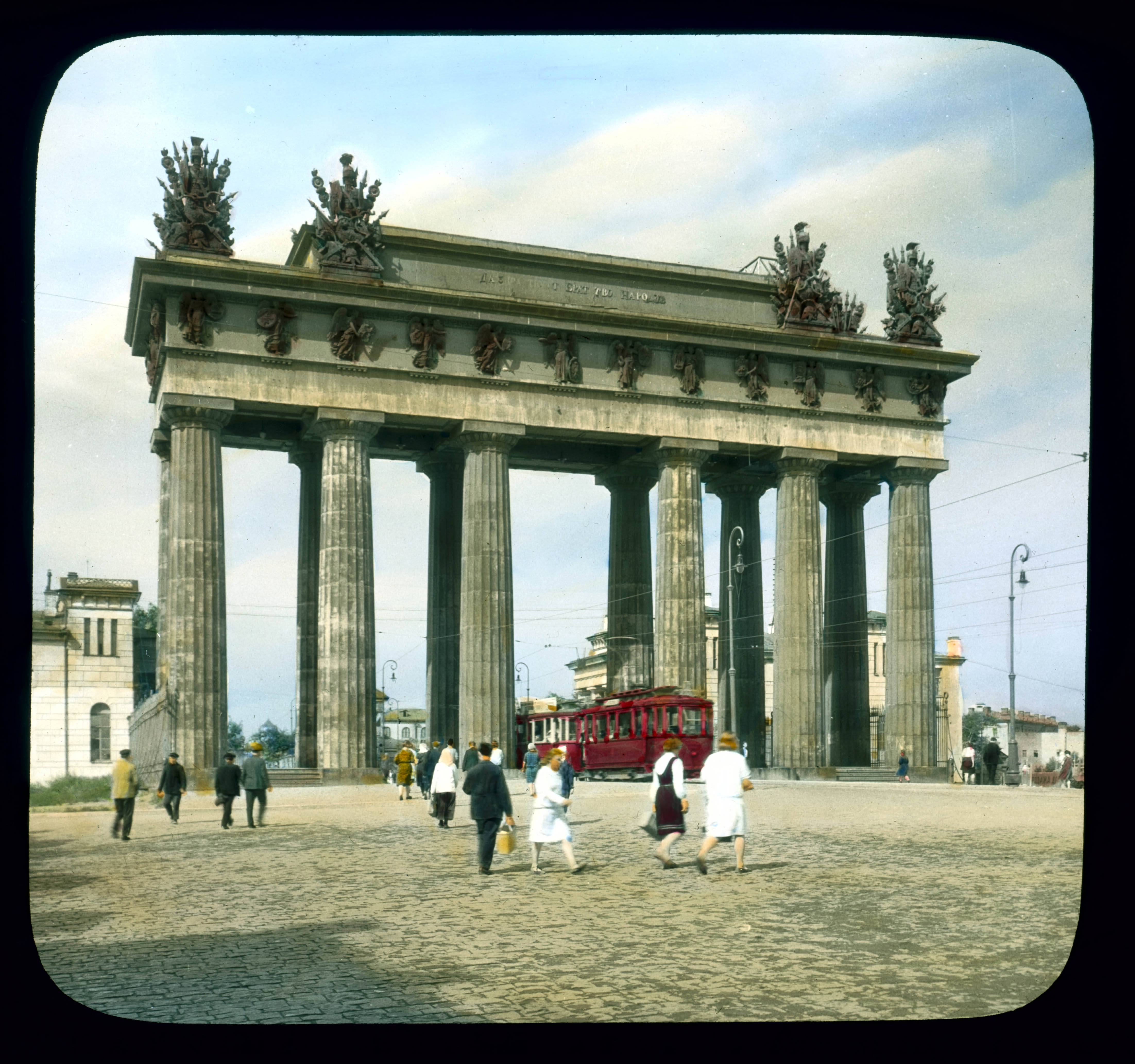
Трамвай МС-1 проезжает через ворота на юг, видна полуобвалившаяся надпись «Да здравствует братство народов». Фото Брэнсона Дэку, 1931 год

В 1925 году Управление городских железных дорог предложило проект прокладки трамвайных путей через центральный пролёт ворот вместо обхода их и кордегардий по кругу. Проект получил утверждение губернского инженера 14 сентября, а месяц спустя был утверждён органом охраны памятников — Ленинградским отделением Главнауки. В том же году бюст Гарибальди, который настолько обветшал, что представлял собой «бесформенную глыбу камня», было решено переместить в музей революции. Примерно в это время из пешеходных проходов в воротах исчезли скамейки, последний раз они значились в описи за 1926 год. В 1927 году, по завершении работ, в пролёте над путями был установлен электрический фонарь. В 1929 году прошла частичная реставрация скульптурного оформления ворот, чеканные работы выполнил А. В. Конякин, руководил работами скульптор Н. Ф. Вальдман. В конце 1920-х — начале 1930-х годов ворота неоднократно использовались как средство агитации: на них вывешивались праздничные транспаранты и флаги, а к Первомаю 1932 года на аттике ворот были сооружены фанерные конструкции, изображавшие красноармейцев, охраняющих индустриализацию. Фигуры были сделаны выше арматур и перекрывали их.
В 1935 году ворота прошли капитальную реставрацию, в ходе которой в числе прочего были восстановлены из листовой меди утраченные части арматур. Работы выполняли скульпторы Р. К. Таурит и Г. А. Симонсон под руководством И. В. Крестовского. 30 марта того же года постановлением ВЦИК статус ворот как памятника государственного значения был подтверждён.

### Демонтаж
Согласно плану развития Ленинграда, утверждённому постановлением ВЦИК 10 августа 1935 года, городские власти планировали перенос центра города на юг с обустройством главной площади у Дома Советов. Международному проспекту предполагалось стать главной городской магистралью. Летом 1936 года в архитектурно-планировочном отделе Ленсовета прозвучало предложение разобрать Московские триумфальные ворота для расширения и обустройства развязки Международного проспекта и Лиговской улицы. Против этого высказывались многие архитекторы и деятели искусства, такие как Евгений Катонин и Александр Никольский. Несмотря на это, а также на тот факт, что ворота были признаны памятником государственного значения, первый секретарь горкома Андрей Жданов 15 августа постановил снести ворота. Вся информация по этому вопросу была засекречена.

Надо решить, если есть там что-либо ценное (барельефы, украшения) о передаче в какой-либо музей. В остальном оставить без последствий.
— Резолюция А. А. Жданова З. А. Эдельсону относительно дальнейшей судьбы ворот, 15 августа 1936 года
17 августа в рамках ремонта проезжей части Международного проспекта рабочие начали снос ворот. Через 5 дней, 22 августа, сотрудники инспекции Ленинградского уполномоченного комитета ВЦИК зафиксировали проводящиеся работы; на тот момент демонтированы оказались все фигуры гениев и семь из восьми трофеев, была начата разборка аттика. Работы велись неаккуратно: скульптурные детали были повреждены, а чугунные плиты аттика, которые просто скидывали с высоты на землю, — разбиты. За ворота вступился директор Отдела по делам музеев и охране памятников Николай Белехов: он выехал на место сноса и с рулеткой в руках пытался объяснить руководству Ленсовета, что расширить проспект до необходимой пропускной способности можно и с сохранением памятника. Ему удалось добиться только устного распоряжения председателя Ленсовета Ивана Кодацкого о разборке с возможностью последующего воссоздания в другом месте вместо сноса. Медные детали должны были быть складированы в запасниках ленинградских музеев, а чугунные детали — на открытой площадке неподалёку. Сохранение кордегардий и других элементов заставы не предполагалось.
16 сентября это решение было оформлено документально в виде постановления Ленсовета. Работы велись над действующей трамвайной линией, движение на которой останавливалось только один раз, 24 сентября с 10 до 14 часов. Демонтажные работы были закончены 30 сентября, части ворот при этом развезли по разным музеям: 7 арматур и 15 гениев оказались в Историческом артиллерийском музее; 1 арматура, 8 гениев, 3 светильника, 2 капители, весь антаблемент, 1 полочка и одна колонна — в музее Академии художеств; 7 гениев попали в Русский музей. 11 колонн из 12 были свезены на склад на Растанной улице. 10 апреля 1937 года постановлением Президиума ВЦИК ворота были сняты с государственного учёта как разрушенные.
После сноса ворот ленинградским властям стали поступать многочисленные обращения граждан с требованием их восстановить. Поддержки эти обращения не получили, но в 1938—1940 годах архитектором Евгением Катониным при разработке проекта планировки парка культуры и отдыха Московского района на центральную аллею были добавлены Московские ворота, которые предполагалось собрать из оригинальных деталей.
В годы блокады секции колонн использовались для строительства баррикад на южных подступах к городу: массивные чугунные цилиндры применялись в качестве противотанковых заграждений, а некоторое их количество было установлено на бок для использования в качестве укрытий. Сохранились воспоминания ленинградцев, ходивших в патрули и не раз укрывавшихся внутри колец с началом артобстрела. После войны кольца вернулись на склад, хотя некоторые пролежали в различных местах (например, у бензоколонки на Лиговском проспекте) до февраля 1946 года и были возвращены на склад только после обращения Николая Белехова.
Решение о сносе ворот было признано после войны ошибочным. В 1947 году ворота, находившиеся в разобранном виде, снова признали памятником архитектуры. Тогда же было принято решение восстановить ворота на Международном проспекте (с 1950 года получившем имя Сталина). При этом рассматривалось три варианта места установки: на старом месте, на Средней Рогатке либо же в парке Победы. После публикации этой информации в прессе руководству города стали поступать многочисленные письма горожан, высказывавшихся против восстановления памятника, в первую очередь по причине «идеологически неправильной» надписи на аттике о победах «крепостной армии» над народами других стран. По этому вопросу 9 июня 1952 года в Ленинградском отделении Союза советских архитекторов было собрано совещание под председательством архитектора Виктора Белова, которое постановило, что ворота восстановить необходимо, но без надписей на аттике. 10 ноября в Ленинградский обком ВКП(б) была направлена справка о решении собрания, на основании которой 3 июня 1953 года обком постановил начать подготовку к восстановлению ворот.

### Восстановление

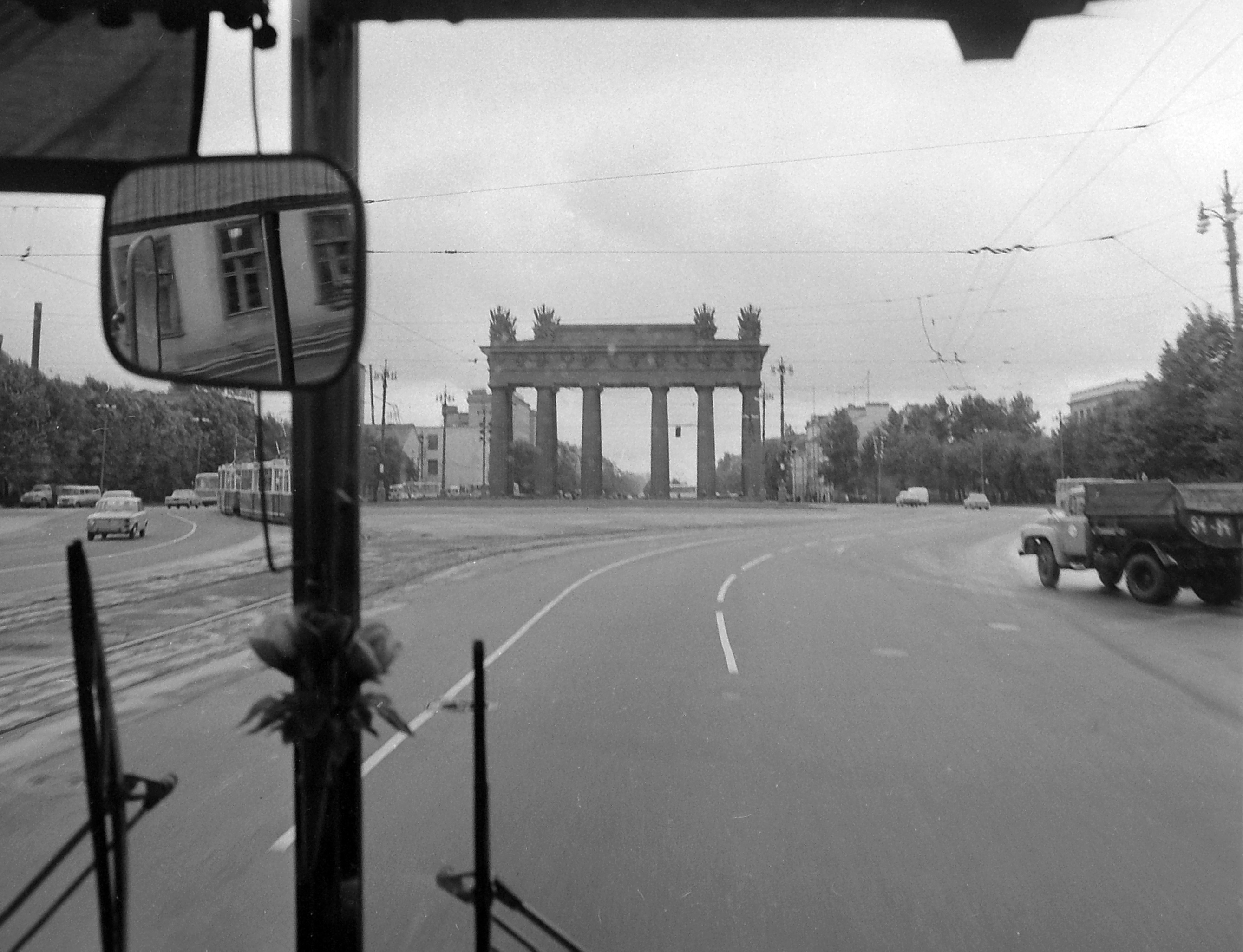
Московские ворота с севера из окна туристического автобуса, 1977 год

8 мая 1956 года Ленгорисполком постановил восстановить Московские триумфальные ворота на прежнем месте. В 1957 году под руководством архитектора Ивана Капцюга Ленинградское архитектурное бюро № 11 составило план восстановления ворот и провело инвентаризацию. Оказалось, что примерно четверть деталей утрачена: так, к примеру, из ста восьми секций колонн сохранилось 65, а из тридцати гениев восстановлению подлежали только 13.
Работы на площади были начаты в феврале 1959 года под руководством Евгении Петровой с реконструкции фундаментов, после чего на них установили нижние секции колонн. В то же время на площадке на территории Крестовоздвиженского собора рабочие проводили контрольную сборку и подгонку других деталей ворот, многие из которых были воссозданы заново: например, недостающие чугунные секции отливали на Кировском заводе. При этом часть чугунных облицовочных плит заменили на стальные. 4 декабря на фриз ворот была установлена последняя фигура гения.
В марте 1978 года с юго-восточной стороны в ворота врезался грузовик. В 1995 году происшествие повторилось.

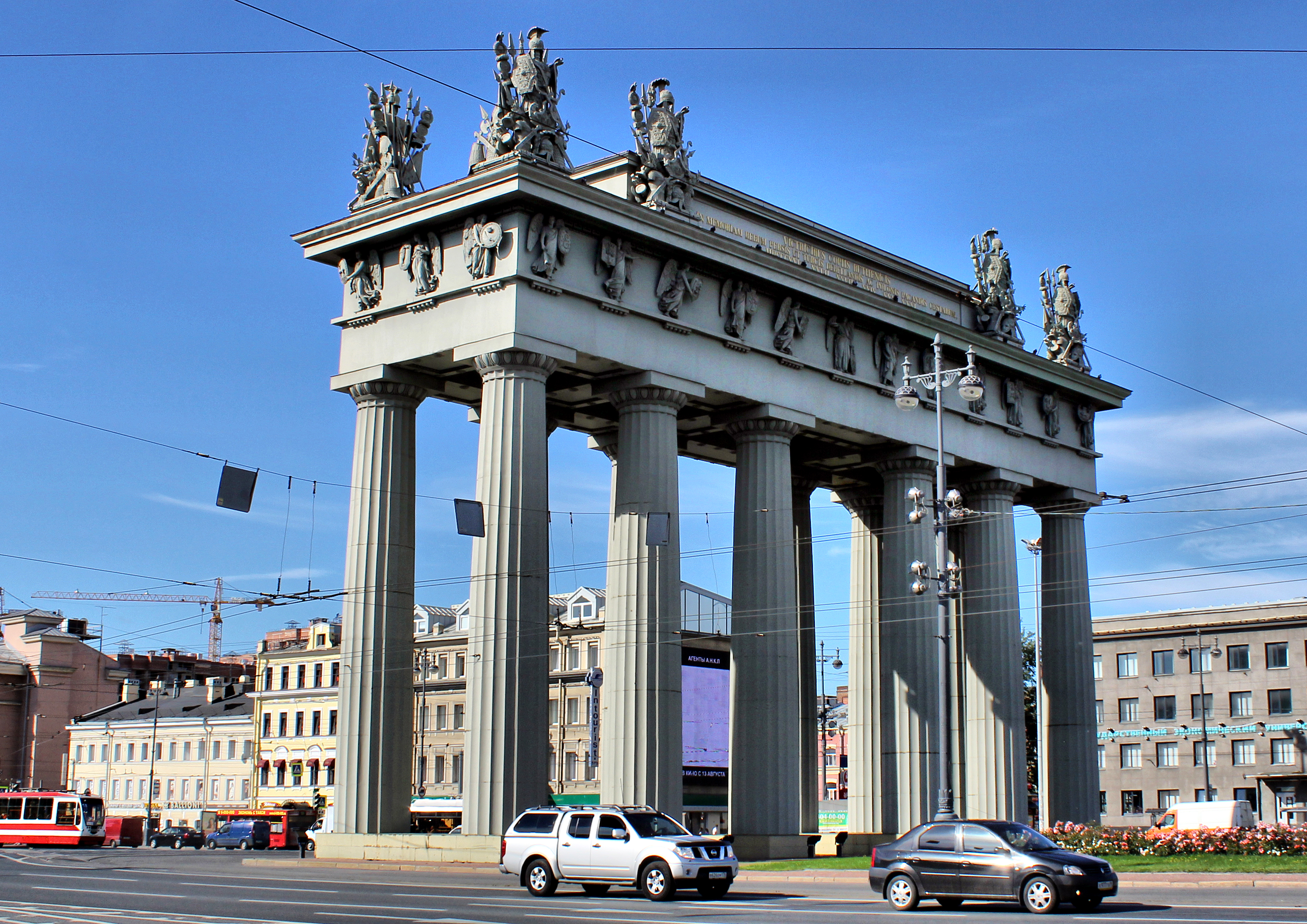
Московские ворота, 2015 год

К началу 2000-х годов из-за увеличения интенсивности движения по Московскому проспекту многократно возросли вибрационные нагрузки на конструкции ворот, что привело к постепенному разрушению хрупкого чугуна. Поэтому в 2000 году силами РПНЦ «Специалист» была проведена реставрация ворот. В ходе работ были укреплены и отреставрированы конструкции, архитектурные и скульптурные элементы сооружения и восстановлена первоначальная окраска. Вдобавок были воссозданы оригинальные позолоченные надписи о победах русской армии на аттиках, хотя изначально средств на это заложено не было. Работы в принципе были под угрозой из-за нехватки денег: глава Московского района Константин Кондаков обращался за финансовой помощью к другим регионам и к предприятиям района. Предлагалось в числе прочего открыть доступ на смотровую площадку, чтобы ворота приносили доход. Из-за дефицита средств (необходимо было 2 миллиона рублей) работы, которые планировалось завершить в 2002 году, закончили только в 2003 году.
Очередные реставрационные работы на воротах были запланированы на 2020 год, на что в смете в сентябре 2019 года было заложено 184,2 миллиона рублей. Позднее работы были отложены. В следующий раз реставрацию запланировали на 2022 год, заложив в смете 289,6 миллиона. Были запланированы три очереди работ, завершение было намечено на 31 декабря 2024 года. В феврале 2023 года вокруг ворот был сооружён строительный забор и началась установка лесов, а в апреле скульптурное оформление было демонтировано и отправлено на реставрацию. В ходе работ помимо текущего ремонта конструкций и скульптурного оформления была восстановлена система вентиляции в стилобатах и усилены лестницы внутри колонн. К концу 2024 года реставрация Московских триумфальных ворот была завершена.

## Восприятие и влияние

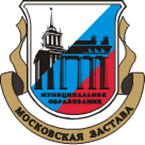
Герб МО Московская застава с 2007 по 2010 год

По оценкам историка искусства Абрама Раскина, как современниками строительства, так и следующими поколениями ворота воспринимались как одна из самых совершенных построек Стасова. Члены Ленинградского отделения Союза советских архитекторов — такие как Николай Токарский, Николай Белехов, Владимир Витман, Александр Дмитриев и другие — считали ворота одним из важнейших памятников города, наряду с Исаакиевским собором и Александровской колонной. По их мнению, это один из крупнейших памятников XIX века и крупнейший — эпохи Николая I.
В 1938—1940 годах архитекторы Евгений Левинсон и Игорь Фомин поместили изображение ворот на строившийся дом 145 по Международному проспекту, несмотря на то, что ворота на тот момент были разобраны.
После восстановления ворот они стали одним из символов Ленинграда, их изображали на многочисленной сувенирной продукции наряду с постройками в стиле советского модернизма.
С 2007 по 2010 год Московские триумфальные ворота были изображены на гербе муниципального образования Московская застава.

### Комментарии
1. ↑  Снижение высоты аттика преследовало две цели: уменьшить нагрузку на колонны путём его облегчения и изменение пропорций ворот для лучшей их гармоничности[2].
2. ↑  Согласно подсчётам, сделанным на Александровском заводе, вес металлических конструкций ворот составлял около 60 000 пудов, то есть приблизительно 985 тонн. Это примерно в 15 раз меньше их веса, будь они построены из камня[25].
3. ↑  Лекало — разметочное устройство для изготовления изделий сложного профиля.
4. ↑  Современный адрес — Набережная канала Грибоедова, 103.
5. ↑  313,9 миллиона заложено с учётом планируемой инфляции.